# Liste des voies d'Avignon

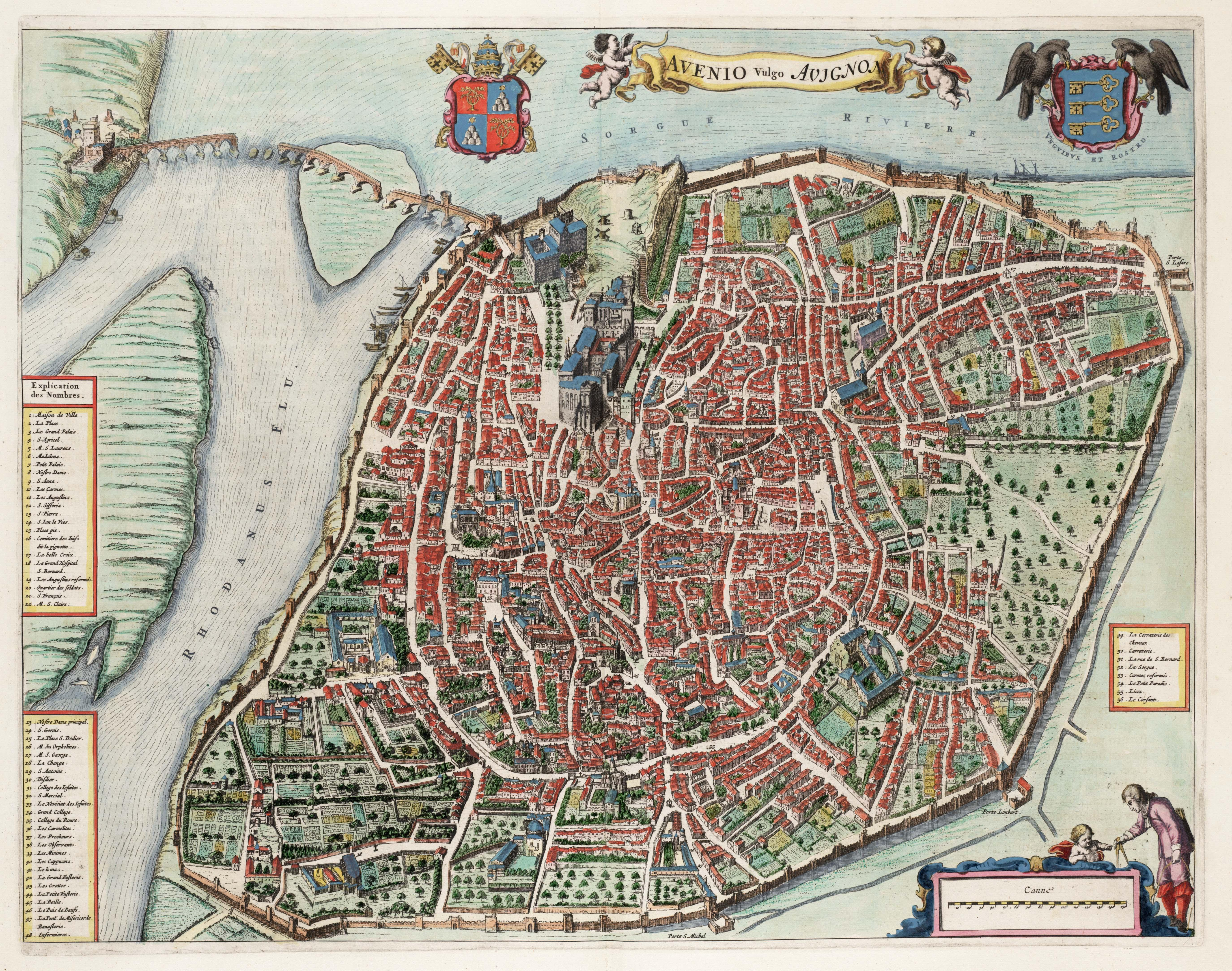
Les rues d'Avignon Centre détaillées sur l'Atlas van Loo, imprimé en 1649.

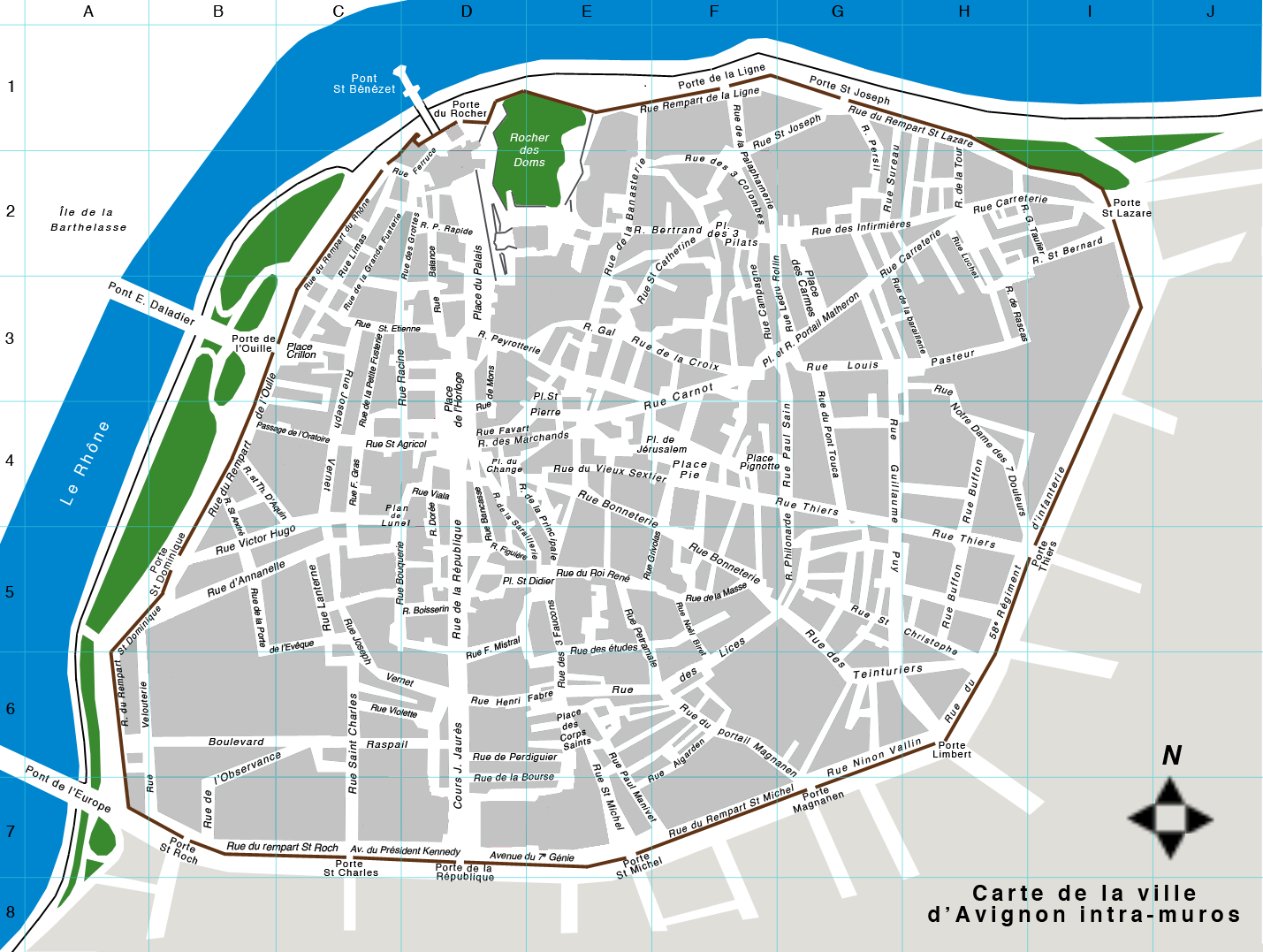
Plan actuel des rues et places d'Avignon.

Nota : pour des raisons d'organisation interne au titrage des articles de la fr.wikipédia, cet article a pour titre « Liste des voies ». Mais ce n'est pas une simple « liste des voies ». Cet article répond à la définition du dictionnaire des rues, toutefois pour un nombre limité de voies : une publication qui donne pour chaque voie répertoriée des informations sur la toponymie, l'historique, les habitations intéressantes du point de vue historique ou architectural, etc.
Le dictionnaire des rues d'Avignon est un dictionnaire des rues de la commune d'Avignon, commune française dans le département de Vaucluse en région Provence-Alpes-Côte d'Azur.
À l’intérieur des remparts, dans le centre historique, les rues d’Avignon Centre, plus de deux cent-soixante dénombrées, ont été créées au fur et à mesure du développement de l’antique Avenio et de la cité médiévale au temps des papes. Elles ont abrité des livrées cardinalices puis les cent-trente Hôtels particuliers qui ont pris généralement leur suite, ainsi que nombre de lieux de culte (églises, chapelles et synagogue), des anciens cimetières transformés en places, des couvents et des abbayes, des collèges et l’Université. Parmi ces rues, quelques-unes se distinguent par leur riche patrimoine architectural ou par des évènements historiques qui s’y sont déroulés.

## Rue d’Annanelle

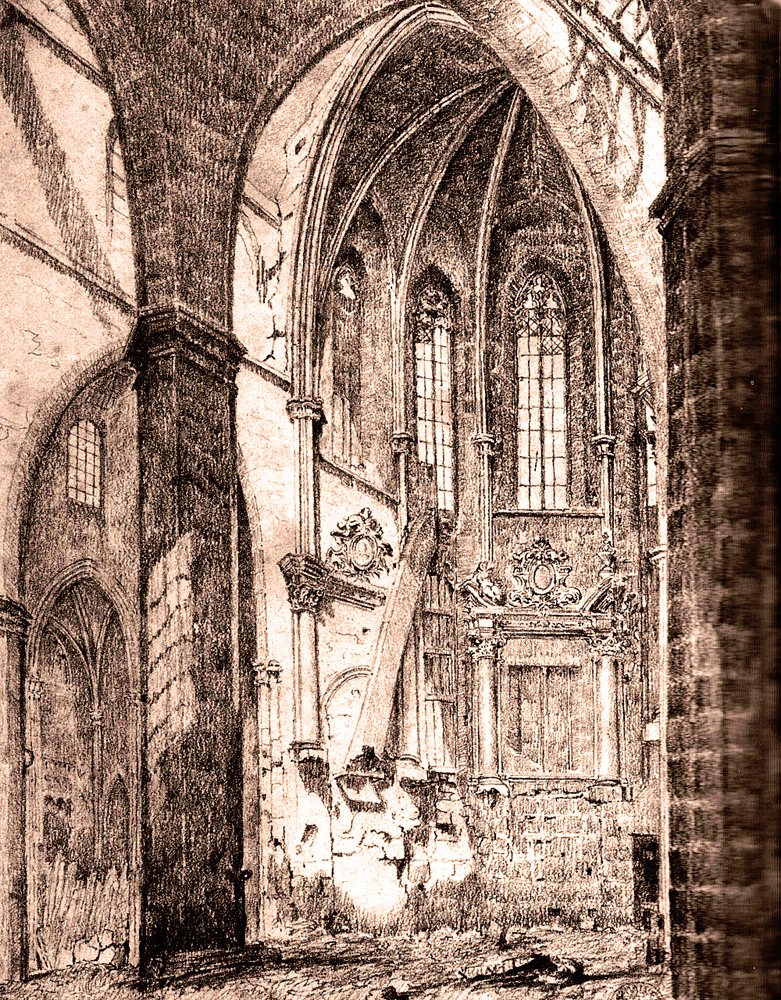
Église du couvent des Dominicains d'Avignon, gravure de Charles Montigny, 1839.

Elle correspond à l'enceinte extérieure des premiers remparts médiévaux de la ville construit au XIIIe siècle. Dans sa partie basse, côté rue Joseph-Vernet, le Rhône coulait dans les fossés.
Ce fut ici que s'installèrent les dominicains après avoir bâti le plus vaste couvent d'Avignon. Il fut édifié sur une ancienne île de graviers déposés par le fleuve qui portait le nom de l'Estel. Clément V y résida lors de ses séjours avignonnais, tandis que Benoît XII et Clément VI y furent couronnés.
Le nom actuel de cette artère a une origine incertaine. Il ne lui fut attribué qu'au XVIIIe siècle. Avant elle était désignée comme « la rue du Moulin de la Ville aux remparts », puis fut connue sous les noms de « rue des capucins », qui y possédaient leur noviciat, « rue des carmélites » ou « rue de la Font-des-prêcheurs ». Ce moulin municipal fut détruit au milieu du XIXe siècle. Il était actionné par la Sorgue, qui coulait alors à découvert. Des peupliers  bordaient ses rives jusqu'en 1704 où ils furent remplacés par des ormes.

## Rue de la Balance

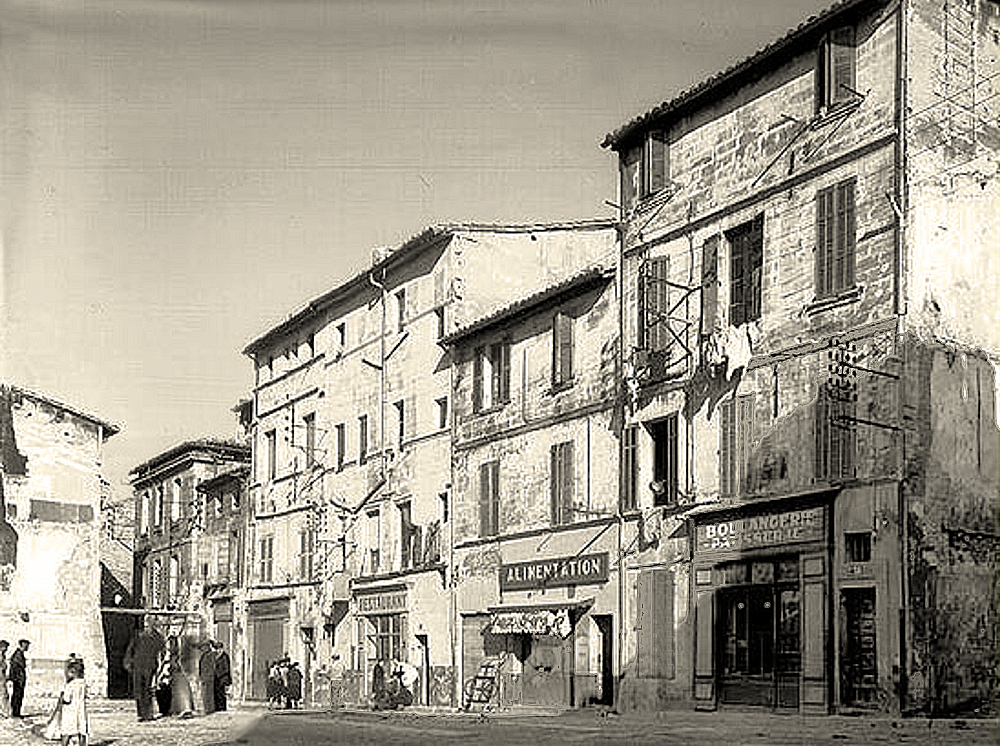
Quartier de la Balance avant la rénovation de 1958.

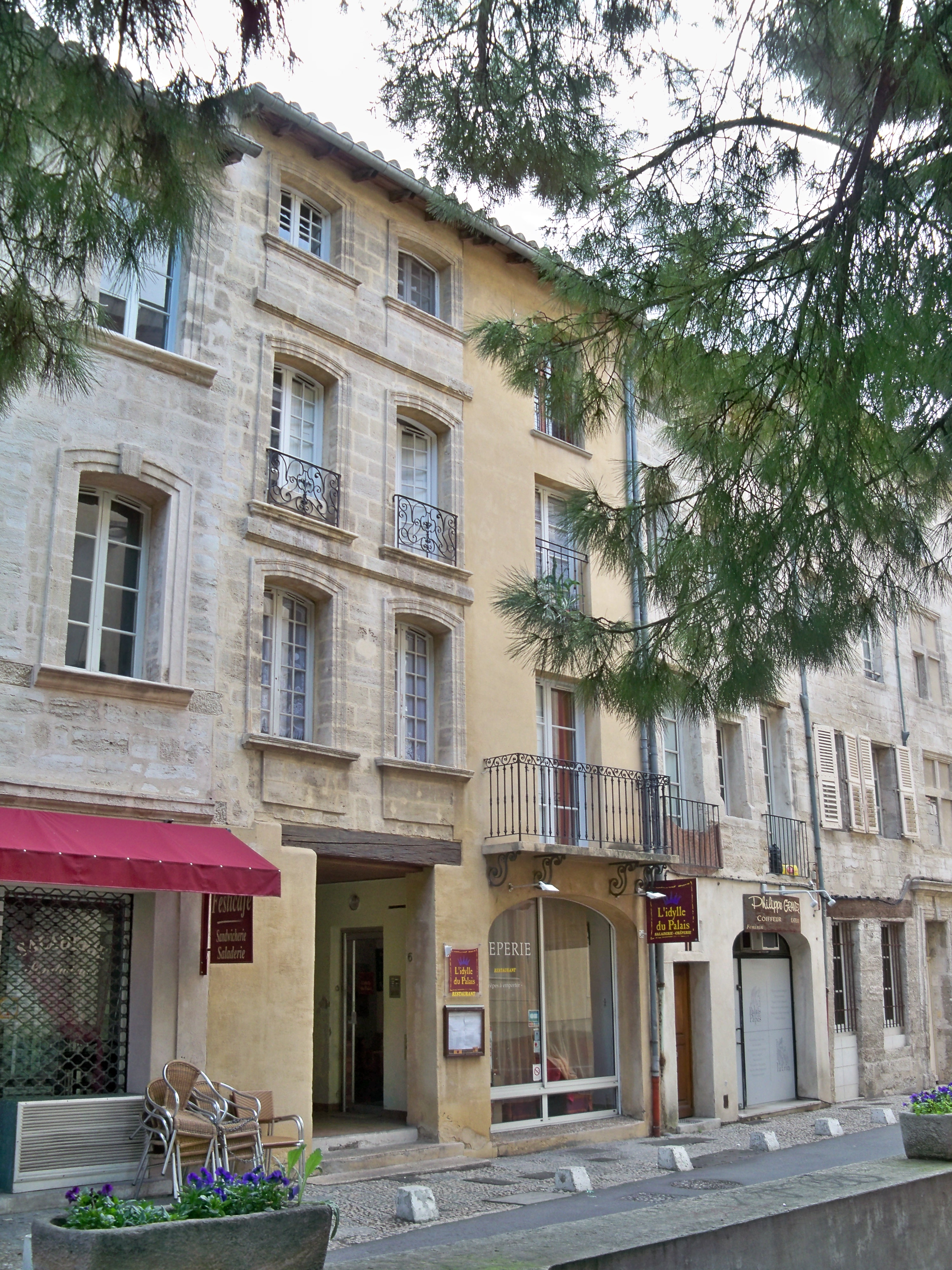
Rue de la Balance rénovée.

Au cours du Moyen Âge, elle était connue sous le qualificatif de magna carreira. Cette Grand Rue conduisait du palais des papes à la porte du Rhône et au pont Saint-Bénézet. Elle doit son nom actuel à une auberge à l'enseigne de la balance. L'entrée de la Livrée de Canillac se faisait par cette rue.
Entre le milieu et la fin du XIXe siècle, cette rue et son quartier furent paupérisés et devinrent insalubres. Leur rénovation fut entreprise au cours des années 1960. C'est actuellement un des quartiers les plus chics d'Avignon qui communique directement avec la place du Palais et la place de l'Horloge.

## Rue de la Banasterie
Des fouilles ont révélé la présence de mosaïques romaines. Et le tracé de cette rue marque l'enceinte du premier rempart médiéval qui s'ouvrait par la porte Aurose, correspondant à l'actuelle porte de la Ligne. Cette artère doit son nom à des vanniers qui y fabriquaient des banastes, paniers en osier. Ils utilisait les branchettes de saule poussant le long des berges du Rhône et de la Durançole qui alimentait les fossés.

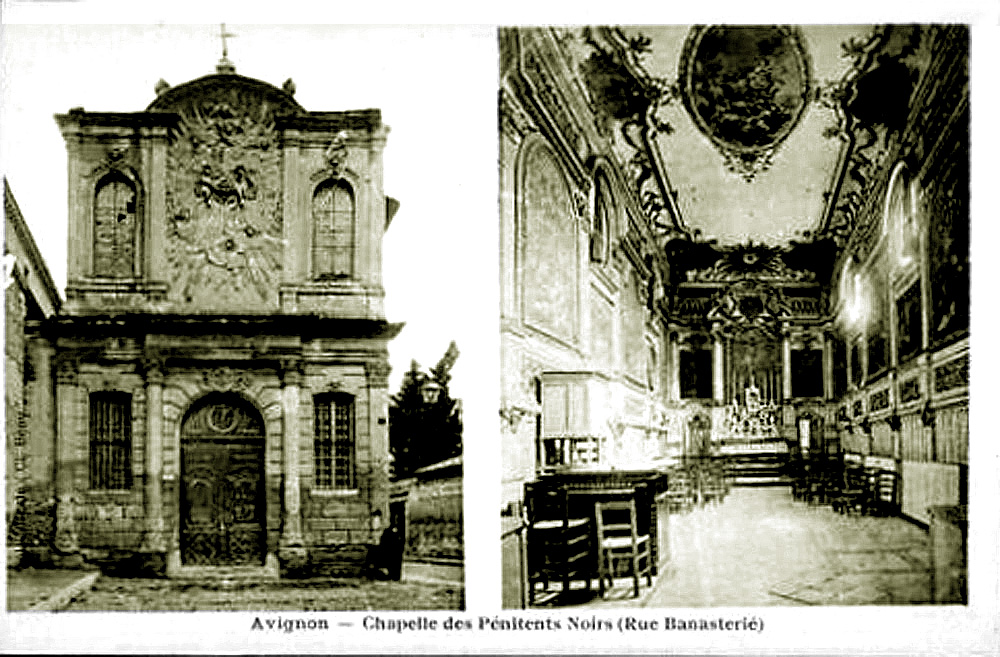
Chapelle des Pénitents noirs d'Avignon, rue de la Banasterie.

Dans ce quartier se trouvent deux Hôtels particuliers. Le premier est celui des Madon de Châteaublanc. Il a été construit selon les plans de Pierre II Mignard selon un prix fait daté du 5 novembre 1687. Antoine Vernet, père de Joseph Vernet décora l'intérieur tandis que la cour intérieure caladée représentant cinq comètes, inspirées de celle de Halley, qui apparut en 1759, est l'œuvre du mosaïste Henri Barrelet. Le second appartint aux Cohorn de Limon. Cette famille d'origine suédoise s'était installé à Montfavet dès le XVe siècle. Ce fut Claude Cohorn qui, en 1632, acheta une maison sise en ce lieu et la transforma en Hôtel. Celui-ci continua à être aménagé par son fils Gabriel, seigneur de Limon.
Outre la Chapelle des Pénitents noirs, deux autres lieux de culte ont desservi la rue et son quartier. Une église paroissiale dédiée à saint Symphorien qui fut érigée en collégiale en 1591 et consacrée en 1602. Après la Révolution son titre passa à l'actuelle église des Carmes. Le prieuré de Sainte-Perpétue, dont l'existence est attestée depuis 1203. Il comportait une chapelle et un petit cimetière.

## Rue Bancasse
Elle fut dénommée magna carreira au cours du XIIIe siècle. Un siècle plus tard, sous les pontifes avignonnais, elle devint « la grande rue de la Muse » très certainement à cause d'une muse ou muselle servant d'enseigne à une boutique, puis fut renommée « rue de l'Argenrerie » après que nombre de changeurs s'y furent installés. Elle ne prit son nom actuel qu'au cours du XVIe siècle.
Cette grand rue étant assez étroite, en 1660 des travaux furent réalisés pour rectifier son alignement et laisser passer les carrosses. Grâce à une expertise faite par Jean-Baptiste II Péru, en 1759, on connait sa largeur 3 mètres dans sa partie la plus étroite. Ce fut dans cette rue, qu'entre 1782 et 1788, s'installa Antoine Aubanel « seul imprimeur de sa Sainteté » qui édita le Courrier d'Avignon.
Deux hôtels particuliers y furent construits. Celui des Tonduti de Blauvac qui fut restauré en 1662 puis entièrement reconstruit par Jean-Baptiste Franque en 1726. Il devint la résidence de Mathieu Jouve Jourdan dit Jourdan Coupe-Tête, au cours de l'année 1793. Le second appartenait à la famille Cappeau de Saint-Marc et avait été édifié au XVIIIe siècle.

## Rue Bonneterie
Dans les statuts de la ville, en 1246, elle est citée sous les noms de « rue et place de la Curaterie », car un marché aux cuirs s'y tenait tous les mardis,. La place ouvrait sur un prolongement de la rue actuelle alors dénommée « rue de la Verrerie ».
Au cours du XIVe siècle, elle devint la « rue de Saint-Geniès » (carreiria Sancti Genesii) en hommage à l'église dédiée à saint Geniès qui s'y trouvait. Puis au XVe siècle, ce fut le nom de « rue du Sauvage » qui prévalut à cause de l'enseigne de l'Homme Sauvage qui désignait une auberge tenant taverne. Au XVIe siècle, l'installation de boutiques de bonnetiers fit à nouveau changer son nom et en 1613, elle devint « rue Bonneterie autrefois Curaterie ou Marché aux cuirs ».

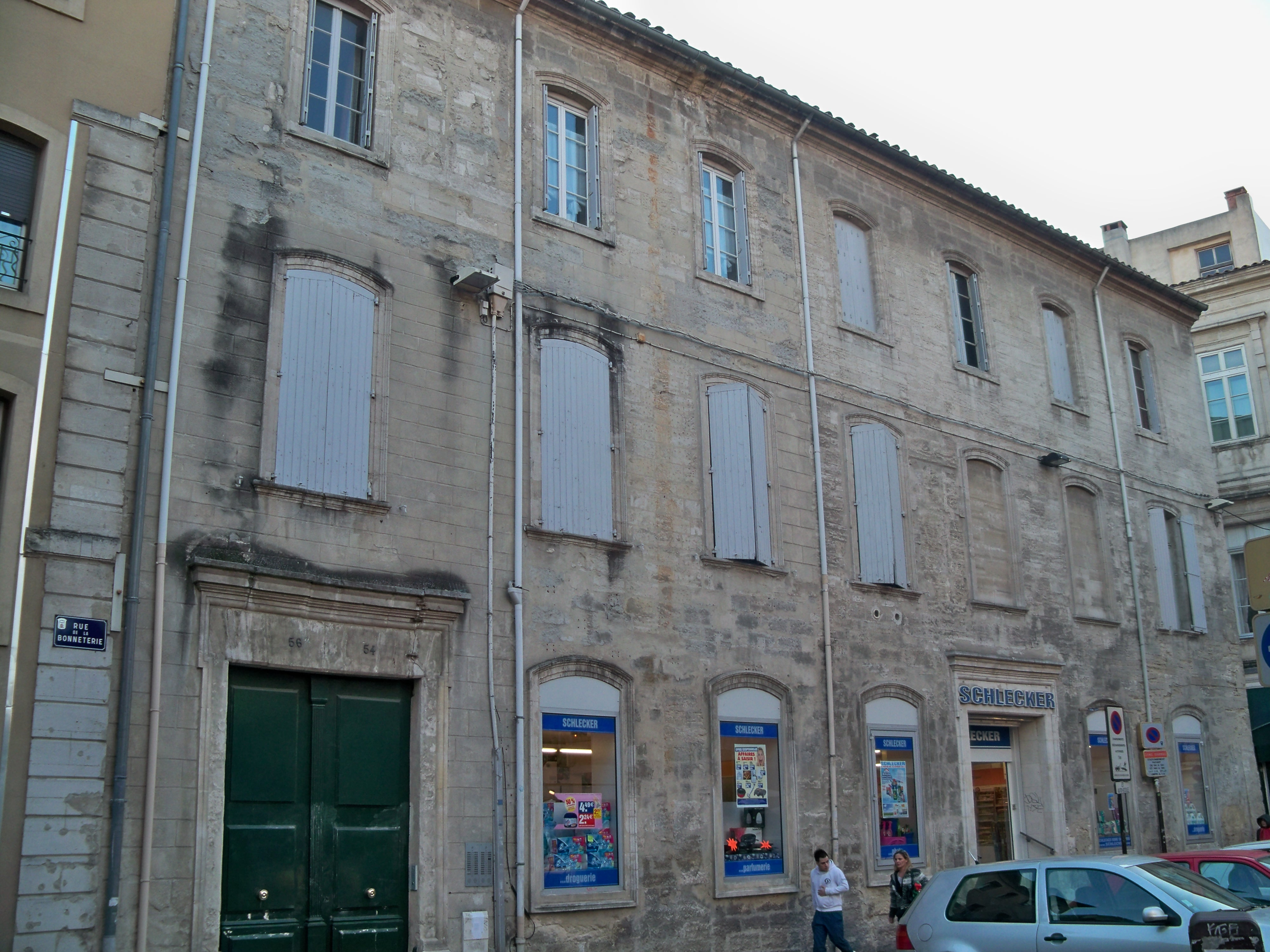
Hôtel de Félix, 54 rue Bonneterie.

Outre l'Hôtel de Félix, inscrit aux monuments historiques par arrêté du 20 janvier 1976, plusieurs maisons et hôtels particuliers sont dignes d'intérêts. Certaines maisons possédaient des poutres apparentes sous leur toiture décorées de mufles de dragons.
- no 2 : cette maison possède, toujours bien visibles, des poutres d'angle sculptées de ces mufles[19].
- no 11 : on y retrouve la façade méridionale de l'église Saint-Geniès (XVIIIe siècle)[19].
- no 17 : maison natale de Joseph Vernet[19].
- no 20 : puits du XVIIIe siècle dans la cour[19].
- no 33 : maison de l'architecte Pierre Bondon avec niche d'angle et statue de la Vierge (XVIIIe siècle)[19].
- no 35 : hôtel Raoulx construit en 1696 par Jean Péru pour le marchand Jean-Paul Raoulx. Ce fut lui qui dirigea en personne l'exécution des sculptures du balcon à la tête de Minerve, celles des mascarons des fenêtres du rez-de-chaussée, et l'escalier à pilastres de l'intérieur[19].
- no 40 : hôtel Ricci demeure d'une famille d'origine piémontaise qui, au XVe siècle, acheta une maison et un vaste terrain correspondant à la Livrée du cardinal du Puy. L'un de ses membres, Guillaume Ricci, conseiller de la ville, viguier et primacier de l'Université, fit construire une chapelle en 1498, puis fonda le collège de la Croix en 1500. Au cours des siècles suivants, cet hôtel fut morcelé entre différents propriétaires. Au début du XXe siècle, sa façade conservait l'aspect gothique du temps des Ricci, ainsi que sa cour à arcades et son escalier monumental, datés de 1706. Mais la transformation du rez-de-chaussée en commerce lui a fait perdre ses dispositions anciennes[23].
- no 44 : hôtel de Cambis de la Falesche devenu ensuite propriété des Cambis d'Orsan puis de la famille Du Plessis de Pouzilhac. Daté du XVIIe siècle et de la fin du XVIIIe siècle, il a conservé son grand portail à carrosse donnant sur une cour ainsi que son portique ouvert par deux colonnes ioniques[23].
- no 50-52 : hôtel de Puget de Chastueil. Son propriétaire, Jean-Louis de Puget, seigneur de Maillane, selon les plans de Jean Péru, fit édifier l'escalier en 1695, puis une galerie et un pavillon en 1699. La transformation du rez-de-chaussée en commerces a totalement défiguré l'œuvre de l'architecte avignonnais[24].

## Rue de la Bouquerie
C'est la troisième magna carreiria d'Avignon au XIIIe siècle. Jusqu'à la Renaissance, la rue actuelle et sa continuation la rue Saint-Nicolas d'Annecy furent dénommés « rue des Masses » (carreiria Massarum). Menant directement à la Grande Boucherie, sise sur l'actuelle Place de l'Horloge, elle fut rebaptisée « rue de la Grande Bouquerie » puis « rue de la Bouquerie », en 1497,.
Un hôtel particulier et un jeu de paume y furent édifiés.
- no 13 : l'hôtel de Brancas fut construit, en 1533, par Gilles de Roays, puis vendu, en 1557 à Alexandre de Grillet. Ce n'est qu'en 1771 qu'il fut acquis par une dame de Crillon, comtesse de Brancas. C'est là que furent accueillis, au cours de l'hiver 1784-1785, le ministre Necker, alors en disgrâce, son épouse Suzanne et leur fille Germaine de Staël, alors âgée de 18 ans[27].
En 1796, le lieu fut acheté par les Seguin, imprimeur, qui y éditèrent, en 1859, Mireio de Frédéric Mistral. L'imprimerie s'installa ensuite sur un terrain adjacent et l'Hôtel de Brancas fut transformé, après 1916, en école communale de fille[27].

- no 22 : Le jeu de paume fut construit, au XVIIe siècle, sur l'emplacement du couvent de la Providence, il était la propriété, en 1635, de Pierre Isaac[26]. Il passa ensuite à Pierre avril dont la fille Marguerite épousa Nicolas Mignard. Dans le jardin jouxtant le jeu de paume, le couple fit construire, en 1624, « un nouveau corps de logis » qui fut rapidement connu sous le nom de « Maison Mignard »[28].
Au cours du mois d'octobre 1655[28], Molière et sa troupe furent accueillis dans la salle du jeu de paume et y jouèrent L'Étourdi et Le Dépit amoureux. Il revint jouer dans la même salle de décembre 1657 à février 1658. Lors de ses deux séjours, il se lia d'amitié avec Nicolas et Pierre Mignard. Ce dernier fit plusieurs fois son portrait[28].
La maison et le jeu de paume restèrent dans la famille Mignard jusqu'en 1732, date à laquelle la toiture de celui-ci s'écroula détruisant « le théâtre garni de tout ce qui convenait pour le spectacle »[28].

## Rue Carreterie

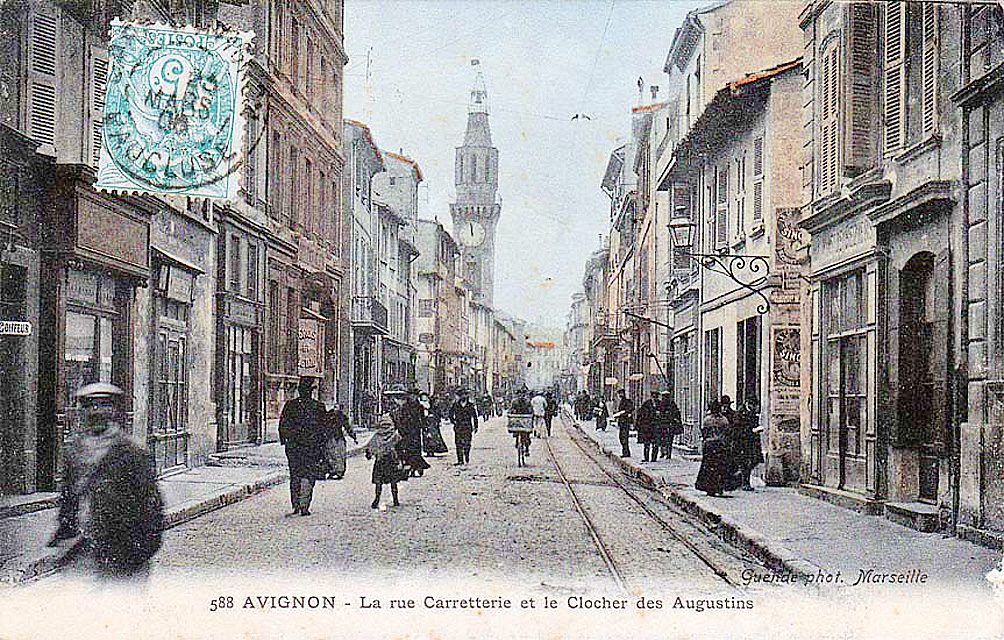
La rue Carreterie au début du XXe siècle.

Le premier nom de cette rue est référencé au cours du XIVe siècle comme carreiria Cadrigerariorum, la « rue des Charretiers ». Cette voie importante de la cité avignonnaise - elle est la seule à mener directement d'une porte des remparts au palais des papes - se voit désignée, en 1392, comme la Carrieria magna vocatur la Carataria.
Tout ce quartier est protégé par le rempart Saint-Lazare achevé depuis 1364, après que les habitants de la Carreterie eurent versé 1 000 florins pour l'achèvement de sa construction. En 1568, la population, inquiète d'une possible attaque des Huguenots, finance la construction d'un ravelin pour mieux protéger l'entrée de la Porte Saint-Lazare. Celui-ci fut ensuite réparé et restauré en 1604 et 1621.
Ce fut au cours du XVe siècle qu'apparut une nouveauté architecturale dans la cité papale, les « croix des carrefour » ou « croix couvertes » car placées sous une voûte supportée par des piliers. Avignon compta jusqu'à sept de ces « Belles Croix » et celle de la Carreterie était considérée comme la plus belle. Autre particularité de cette rue, l'importance et le nombre de « maisons à auvents ». Mais elles furent toutes démolies et rasées après les arrêtés du conseil de la ville datés de 1562 et 1568.

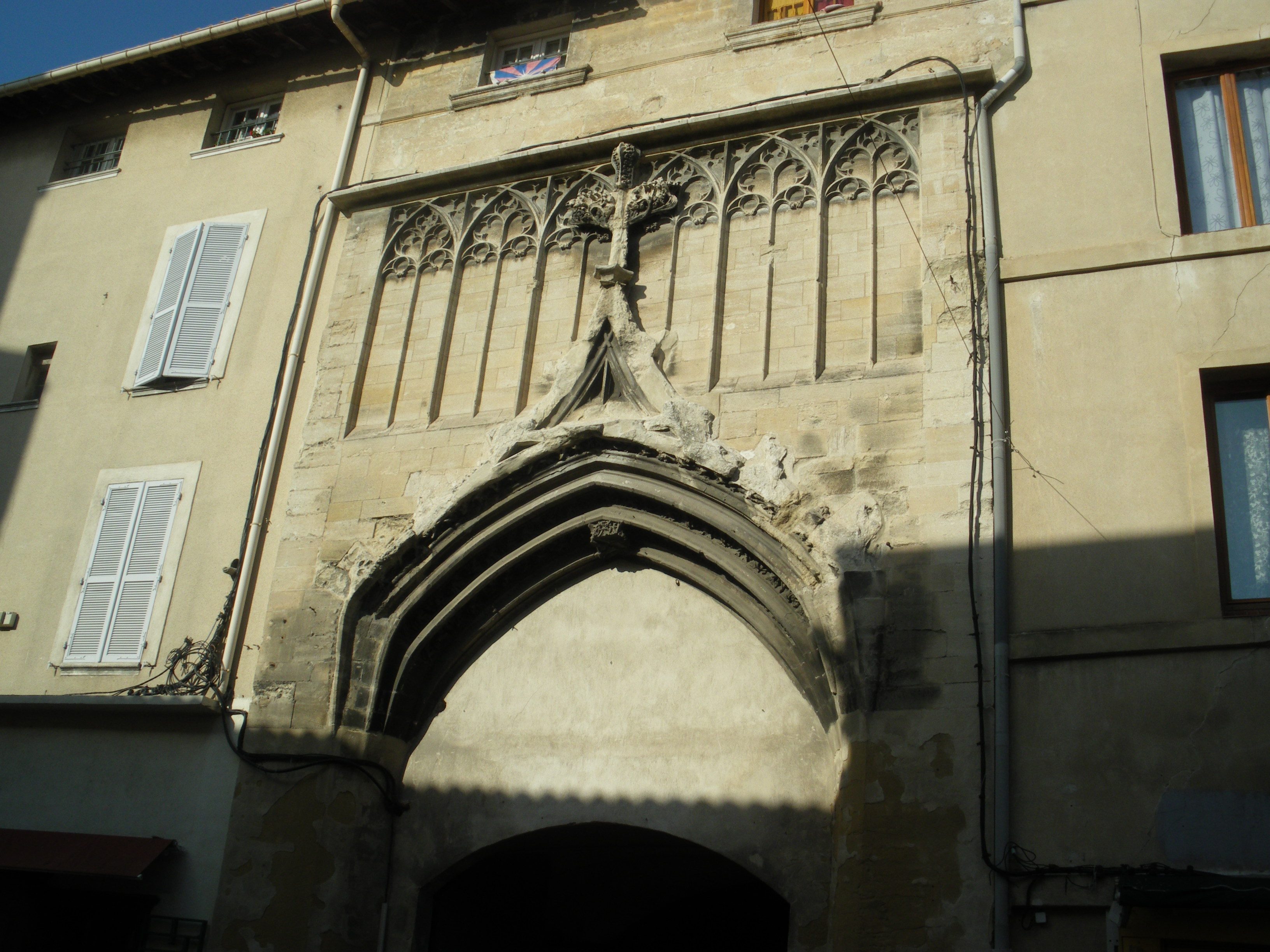
Façade gothique de l'ancien couvent des carmes.

Les principaux sites et monuments sont la maison natale d'Henri Bosco (1888-1976), le clocher des augustins, construit entre 1372 et 1377, la porte gothique de l'ancien couvent des carmes construite au cours du XVe siècle, la maison natale du patriote Lescuyer assassiné par les papistes le 16 octobre 1791, meurtre qui déclencha le Massacre de la Glacière, l'ancien Hôtel des Trois-Mulets, l'ancienne chapelle des Pénitents Rouges fondée en 1700, le « Jardin des Médecins », créé en 1745 par le collège des docteurs agrégés de la Faculté de Médecine, et au carrefour de la rue Carreterie et de la rue des Infirmières, se trouvait la « Belle Croix », attestée dès 1426. Elle fut reconstruite en « bonne pierre d'Embrun » aux frais de la confrérie de Notre-Dame de la Major, en 1597. Cette croix couverte fut démolie en 1792.

## Rue Chauffard
L'ancienne « rue Dorée » a pris le nom de cette famille avignonnaise, qui compta de nombreux médecins et un maire d'Avignon en 1848. Leur hôtel, ancien lieu de résidence des Merles de Beauchamp, possédait des fenêtres à croisées du XVe siècle et une porte cochère du XVIIe siècle. Une annexe de la préfecture a pris sa place. Lors de la Renaissance, la famille de Sade y possédait plusieurs maisons et cette rue était dénommée Carrieria dels Sados ou dels Sazes. Au XVIe siècle, elle devint la « rue de Gadaigne » puis dès 1605, on commença à écrire « rue de Gadaigne appelée rue Dorade ». Elle reprit le nom de « rue de Sade » en 1647.

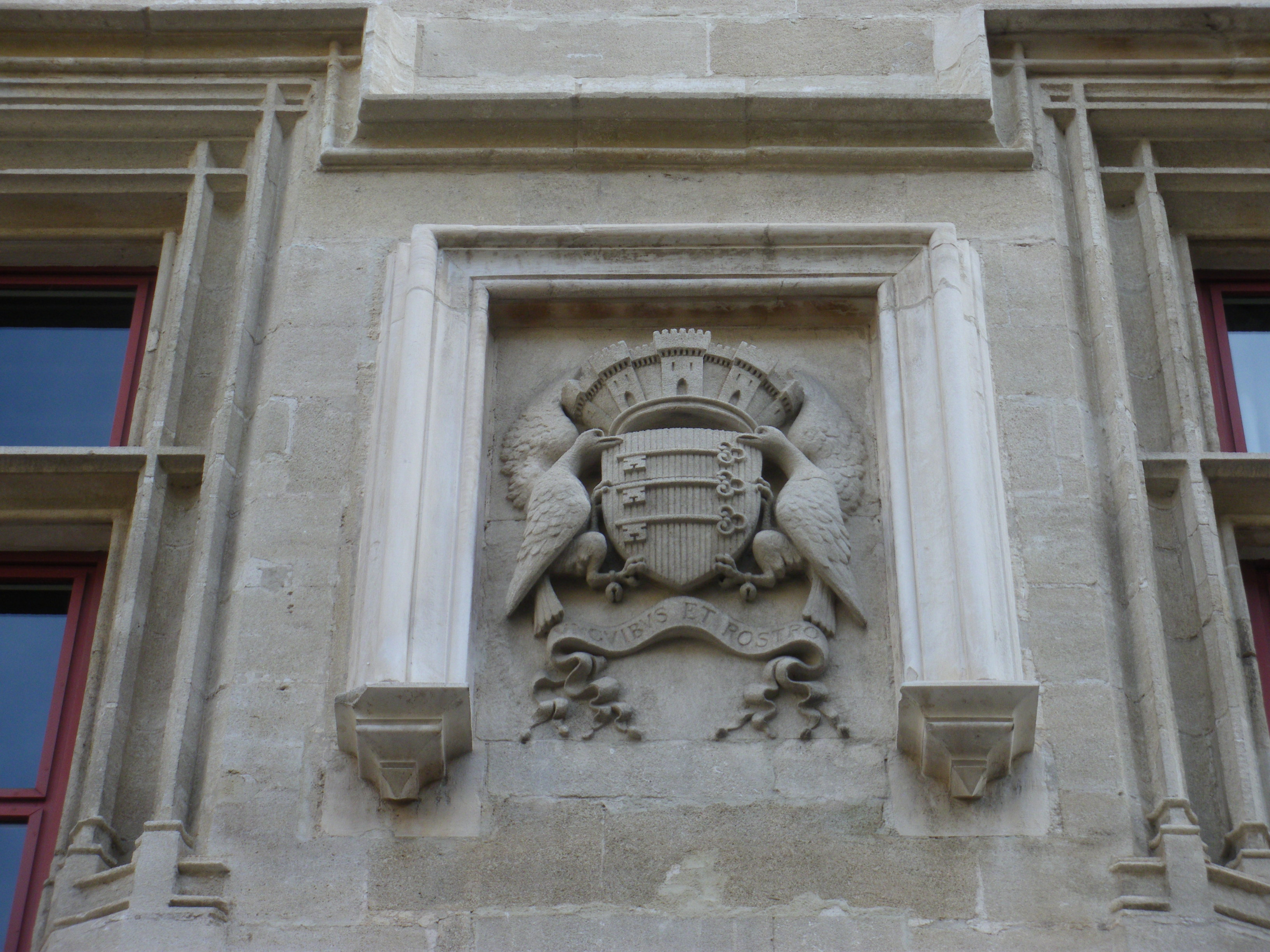
Armoiries d'Avignon sur la façade de l'hôtel de Sade.

- no 5 : hôtel de Sade. Les Sade, qui avaient fait leur fortune en tant que chenévriers (marchands de cordes de chanvre), possédaient nombre de maisons dans cette rue dont l'une fut achetée, vers 1530, par Thomas II de Gadagne, fils d'une riche famille marchande venue de Florence s'installer à Lyon. Entre 1536 et 1537, il fit reconstruire sa maison en style gothique. Celle-ci fut acquise, vers 1644, par François de Bonne de Lesdiguières puis sa veuve la revendit à Jean-Baptiste de Sade, en 1647. Elle resta dans cette famille jusqu'en 1760, date à laquelle elle devint la propriété des Frères des écoles chrétiennes[36]. De peu judicieuses restaurations ont été faites en 1885 et 1910[37].

- no 9-11 : hôtel de Donis de Beauchamp. Il a été édifié sur l'emplacement de la Livrée cardinalice du cardinal Tommaso Ammanati, archevêque de Naples[35]. Cette nouvelle construction fut faite entre 1500 et 1503. Il prit son nom définitif quand les Donis, seigneur de Goult, virent leur terre de Beauchamp érigée en marquisat, en 1659, par Louis XIV[36].

## Rue du Pape-Clément-VI
Au XIVe siècle, elle porta deux noms, celui de « rue de la Bulle », car ici se trouvait l'ostel de la bulla de nostre senhor lo Papa, ainsi que « rue de la Croix », à cause d'une chapelle du prieuré Sainte-Croix attestée dès 1316. Dans cette artère se trouvent trois Hôtels particuliers.
- no 3 : l'hôtel des Blanchetti qui fut acquis, en 1730, par cette famille de Bologne. Il fut entièrement rénové en 1760. Sa façade principale est ornée du masque et des attributs d'Hercule et la cour intérieure est pavée d'une calade colorée aux armes des Blanchetti[39].
- no 9-11 : hôtel de Beaumont de la Teste. Cette demeure fut d'abord celle de Jacques de Beaumont, chanoine de Saint-Pierre d'Avignon. Il y logea Richelieu de 1618 à 1619. Puis elle passa à Joseph de la Teste, consultateur du Saint-Office, seigneur de Venasque et de Saint-Didier qui l'acheta le 17 septembre 1740[39].

- no 10-14 : hôtel de Massilian. Il fut construit en 1696 par Jean Péru (1650-1723). C'est ici que naquit l'abbé Massilian, historien d'Avignon et prévôt de Saint-Didier, le 11 avril 1721[39]. Il abrite aujourd'hui le Musée Angladon - Collection Jacques Doucet.

François de Sales, de passage à Avignon, du 15 au 25 novembre 1622, logea dans cette rue en prenant pension dans une auberge sise du côté du Portail Matheron.

## Rue de la Grande-Fusterie
Elle se situe sur l'emplacement des anciens remparts du XIIe siècle. Le quartier des Fusteries regroupait les fustiers, c'est-à-dire des charpentiers ou marchands de bois (fuste = bois). Dans cette artère dénommée aussi « Fusterie Neuve », cette profession s'était organisée dès 1247 en élisant ses prud'hommes un an après s'être dotée de statuts corporatifs.
- no 63-65 : maison du Pagadour, c'est-à-dire du payeur général de la Légation d'Avignon. Au XVIIe siècle, y logeait le dénommé Larion, ce pagadour partagea d'ailleurs ses appartements avec le cardinal Alexandre Bichi, évêque de Carpentras. Puis, entre 1791 et 1794, elle eut comme locataire César Nerly (1749-1806), célèbre chanteur comique[41].
- no 29 : Ancienne Hostellerie du Chapeau-Rouge. Elle est référencée sur cet emplacement dès 1376. Cette maison possède toujours sa façade gothique avec un dernier étage à encorbellement et deux fenêtres à croisées. Une Vierge, avec socle et dais, qui l'ornait fait aujourd'hui partie des collections du musée Calvet. Dans cette même rue se trouvait aussi l'Hostellerie Saint-Antoine. Elle est citée dans la chronique de Martin Alpartils comme le lieu où Benoît XIII, fuyant le palais des papes chercha refuge auprès du Connétable d'Aragon pour quitter définitivement Avignon[41].
- no 8-10 : hôtel de Tertulle. Il fut celui d'Étienne de Tertulle, familier du Roi René. Jean-Baptiste Franque le reconstruisit en partie dès 1740. Au XIXe siècle, il devint un pensionnat tenu par les religieuses de Saint-Charles, puis au cours du XXe siècle, la maison Saint-Vincent-de-Paul. Sa façade et ses fenêtres gothiques ont été très fortement restaurées[41].
- Angle de la rue Saint-Étienne : maison de Jean Cadard. Ce médecin avait commencé sa carrière à la Cour de Charles VI en étant attaché personnellement au « gentil Dauphin ». Après l'assassinat de Jean sans Peur, celui-ci, devenu le régent Charles VII, le fit installer à Avignon avec sa royale recommandation. Il devint seigneur d'Oppède (1425) puis du Thor (1447). Il avait transigé avec le cardinal de Foix, en 1437, pour acheter des immeubles réunis par le Portail Pertus qu'il fit complètement refaire deux ans plus tard. Peu avant sa mort, il fit édifier sa chapelle en l'église des Célestins d'Avignon et son fils Pierre demanda à Enguerrand Quarton de réaliser pour celle-ci une Vierge de Miséricorde, tableau sur lequel seraient représentés son père et sa mère Jeanne de Moulins[42].

## Rue de la Moyenne-Fusterie (rue Saint-Étienne)
Cette seconde artère du quartier des Fusteries était dénommée au Moyen Âge « rue de la Moyenne-Fusterie » (carreira Mejana Fustaria) et elle débouchait sur le Portail Pertus. Elle doit son nom actuel à l'église paroissiale Saint-Étienne fondée par Jean XXII et qui fut interdite au culte en 1734. Elle comporte plusieurs maisons et hôtels particuliers remarquables.
- no 22-24 : maison des Forli, surnommée sans aucune raison historique « Maison de la Reine Jeanne ». Les Forli étaient des changeurs qui s'installèrent à Avignon à la fin du XVe siècle. Cette famille acheta maison sur maison entre 1512 et 1522, puis à nouveau de 1529 à 1548 et enfin en 1559. Ce fut Pierre de Forli, Primacier de l'Université d'Avignon (1530-1531), qui fit édifier cette demeure de style gothique[43].
- no 18 : maison aux Ballons. Elle est surnommée ainsi à cause des ornementations de ses balcons avec des montgolfières qui rappellent que c'est en cette demeure que Joseph-Michel, l'aîné des frères Montgolfier réalisa ses premiers essais d'aérostation[43].

- no 14 : hôtel du Laurens. Construit au XVIIIe siècle par Pierre Joseph Cayranne, greffier et notaire apostolique, il garde dans sa cour des vestiges d'arcs romains. Ceux-ci se retrouvent d'ailleurs dans l'escalier qui permet d'accéder à la rue par la place du Palais[45].
- no 17 : hôtel Pertuis de Monfaucon. Ce fut là que résidèrent Agricol Pertuis de Monfaucon, qui fut viguier de la ville en 1781 et son fils Eugène qui en devint maire entre 1826 et 1830. Cet hôtel possède une belle façade du XVIIIe siècle avec des grilles en fer forgés aux fenêtres[44].

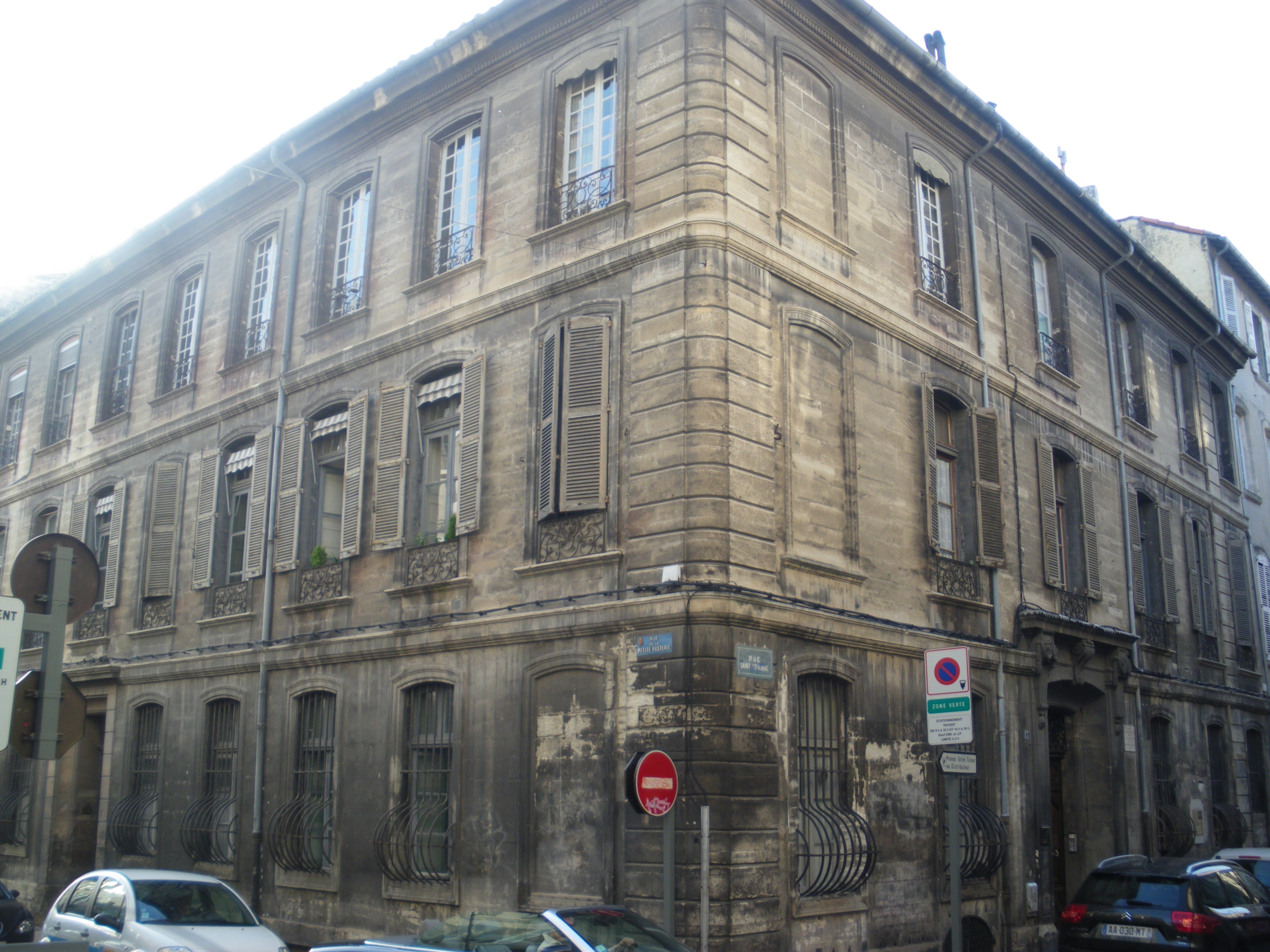
Hôtel Pertuis de Montfaucon
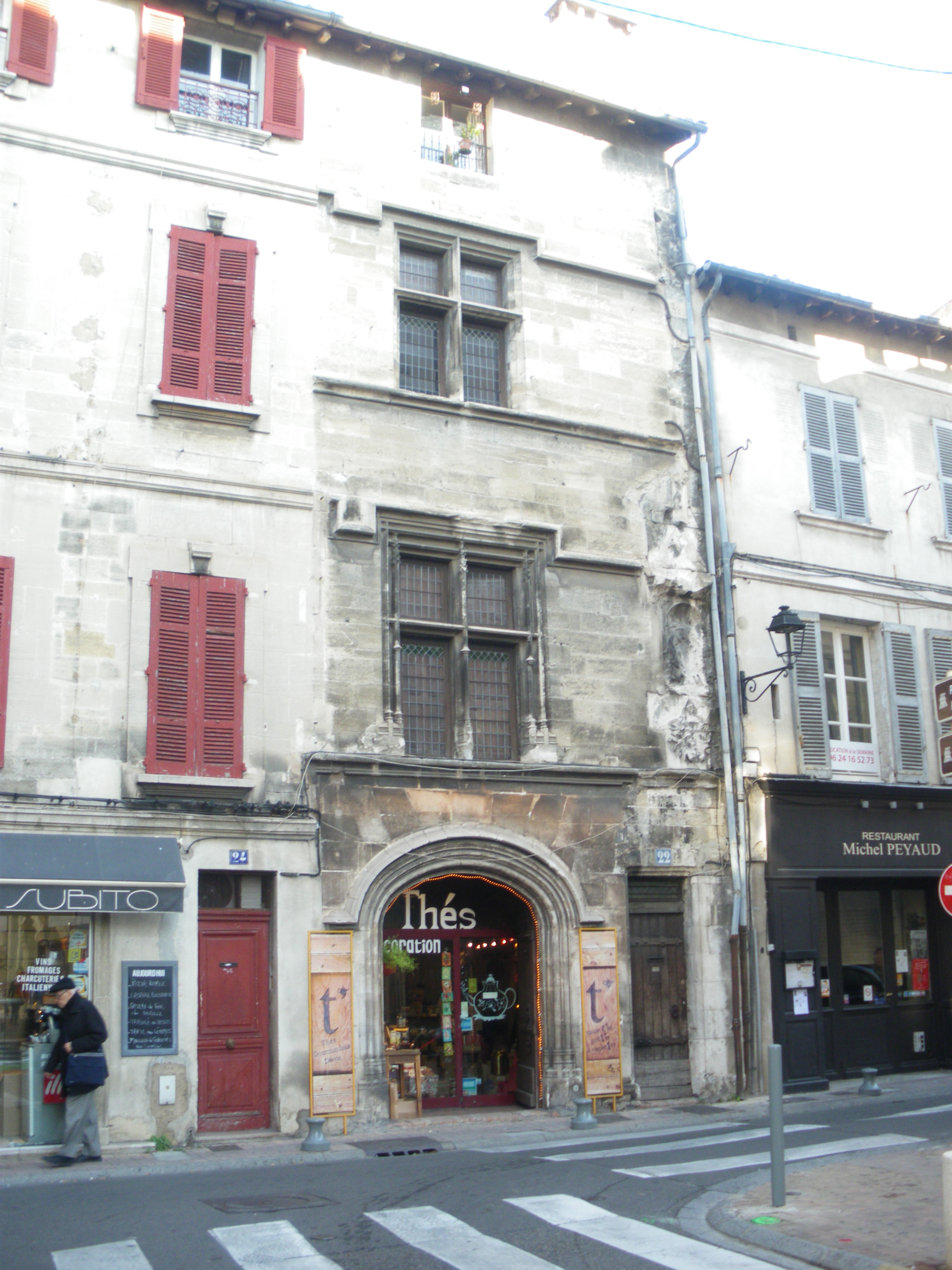
Maison des Forli
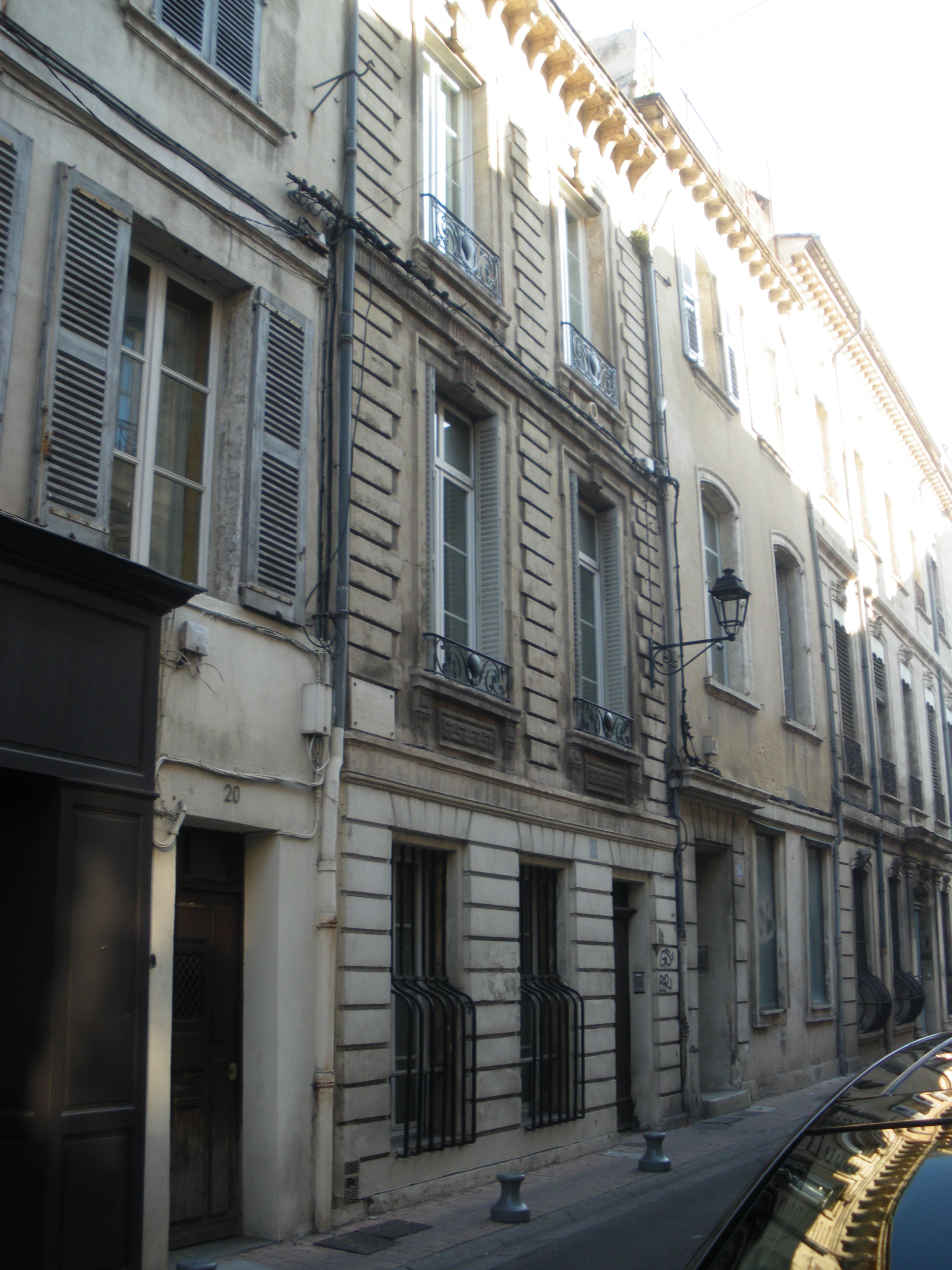
Maison aux Ballons
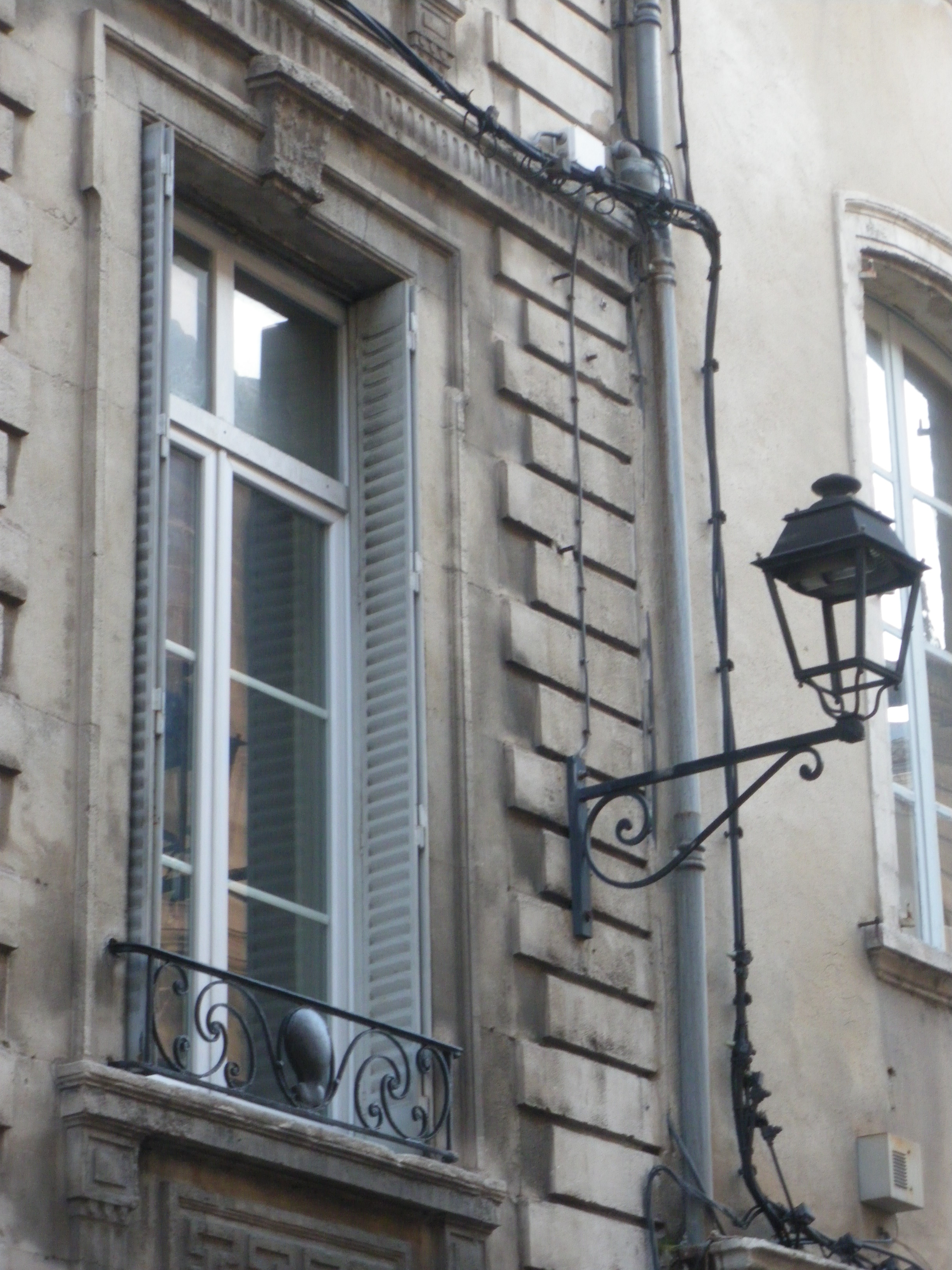
Détail de la maison aux Ballons

## Rue de la Petite-Fusterie
Dernière grande artère du quartier des Fusteries, c'est aussi la plus ancienne puisque dès le Moyen Âge, elle portait le nom de « Vieille Fusterie ». La corporation des fustiers s'y organisa dès 1246 en « aumônerie ». Le but de cette association était officiellement d'entretenir un luminaire perpétuel devant la niche d'une Vierge placée à l'entrée de leur rue. C'est aussi l'une des rares voies rectilignes de la cité médiévale. Cet alignement est dû à la présence d'une série d'arcades romaines du côté des numéros pairs de la rue235.
- no 21 : hôtel de Monery. Construit un peu postérieurement à 1769, il a été rebaptisé du nom de Saint-Priest d'Urgel. Il possède un intérieur somptueux avec des peintures et des tableaux de Jean Pillement (1727-1808) et de Francesco Zuccarelli (1702-1788). Chaque dessus de porte ou de glace est orné de scènes galantes[47].
- no 17-19 : hôtel Tonduti de Saint-Légier. Il s'ouvre sur une vaste cour par un grand portail à carrosse. Dans cette cour, deux arcades permettent d'entrer dans un vestibule desservi par un majestueux escalier d'honneur. Ce fut la demeure de Pompée Catilina (1583-1669), colonel de l'Infanterie pontificale[46]. Ce militaire, avec quelques autres ressortissants italiens installés sur place, fonda la Confrérie des Pénitents noirs de la Miséricorde pour secourir les prisonniers et assister les condamnés[48]. Il est à noter que cet hôtel a aussi une façade aux 7, 9 et 11 de la rue Joseph-Vernet[47].

- no 9 : ancien collège de Sénanque. Il a été fondé en 1491, par Jean Casaleti, abbé de Sénanque, afin de recevoir les novices qu'il envoyait étudier la théologie à l'Université d'Avignon. La chapelle, consacrée en 1573 est à trois travées voûtées d'ogives[49].
- no 3 : hôtel Fortia d'Urban. Dès le XVIe siècle, il fut la résidence des Fortia puis de divers propriétaires dont l'un, au XVIIIe siècle, est Joseph Parelli, docteur agrégé de la Faculté de Médecine d'Avignon. Il passa ensuite par mariage à un Achard de Ferrus, marquis de Sainte-Colombe, dont la fille épousa en 1785, le comte Agricol-Joseph-François-Xavier-Pierre-Esprit-Simon-Paul-Antoine Fortia d'Urban. Cet érudit rédigea maints ouvrages sur les antiquités et monuments de Vaucluse. Il devint membre de l'Académie des Inscriptions et Belles-Lettres en 1830[49]. Totalement restauré au cours du XVIIIe siècle, il mêle dans sa décoration les styles Louis XV et Louis XVI[50].
- no 2 : hôtel de Brantes. Construit à la fin du XVIIe siècle, sa façade fut totalement reprise dans la seconde moitié du XVIIIe siècle. Un de ses propriétaire, le « marquis de Brantes, amateur distingué des sciences », fit en 1784 des essais réussis de montgolfière dans le cloître du couvent des dominicains d'Avignon et dans l'enclos des célestins de Gentilly à Sorgues. Il eut comme successeur le comte Jean-Gérard Lacuée de Cessac, qui épousa Louise-Augustine du Blanc de Brantes et devint ministre de la Guerre en 1810[50].

## Rue Guillaume-Puy

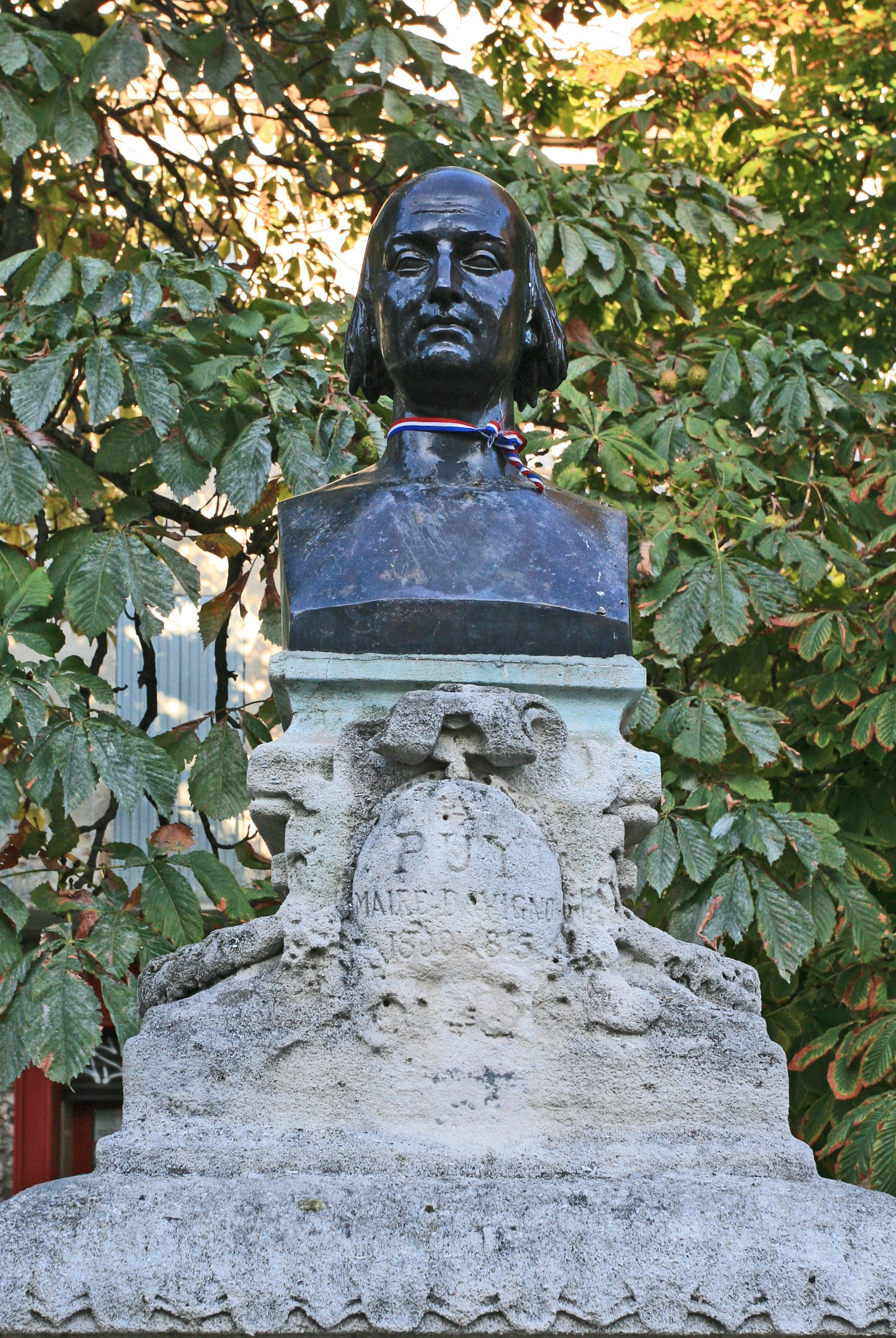
Buste de Guillaume Puy, le maire modèle d'Avignon.

Cette artère est le résultat d'une percée réalisée à la fin du XIIe siècle et au début du XXe siècle qui part de la Porte Limbert et se continue jusqu'à la rue Carreterie. Elle se substitua à la « rue des Clefs », la « rue de Puy » et la « rue des Barraillers ». Elle fut entreprise par quatre municipalités et les travaux s'étalèrent sur vingt ans. Commencés sous le bref mandat d'Eugène Millo, maire d'Avignon du 7 février 1881 au 3 décembre 1881, ils furent poursuivis par Charles Deville, maire provisoire installé dans ses fonctions le 1er février 1882. Paul Poncet, nouveau maire élu le 26 mai 1884, fit parachever le chantier et son conseil municipal débaptisa la rue de Puy, qui allait de la rue Thiers à la rue Louis Pasteur, pour lui donner le nom de Guillaume Puy. Puis ce fut au tour de la municipalité Gaston Pourquery de Boisserin de faire entreprendre la pavage et de faire raccorder les maisons et immeubles à l'égout. Toutes ces opérations avaient nécessité l'expropriation totale ou partielle de 71 propriétaires ou locataires sur 34 parcelles. L'ensemble de cette nouvelle artère prit définitivement le nom de « rue Guillaume Puy » en 1891.
Plusieurs sites et monuments remarquables se situent dans cette nouvelle artère. L'ancien cinéma Le Roxy, aujourd'hui théâtre des Hivernales, devenu un lieu de création lié au Festival off at aux Hivernales d'Avignon. Sur la place Guillaume Puy, une fontaine sommée du buste en bronze de Guillaume Puy. En face l'école de la rue Thiers, le théâtre du Balcon. Puis, faisant l'angle avec la rue des Teinturiers, la maison de Jules-François Pernod, fondateur à Avignon de la marque d'apéritif anisé Pernod-Ricard.

## Rue Henri-Fabre
Cette artère marque, elle aussi l'ancien tracé des fortifications médiévales des XIIe et XIIIe siècles.
Elle a été ainsi baptisée en hommage au savant entomologiste qui enseigna ici.

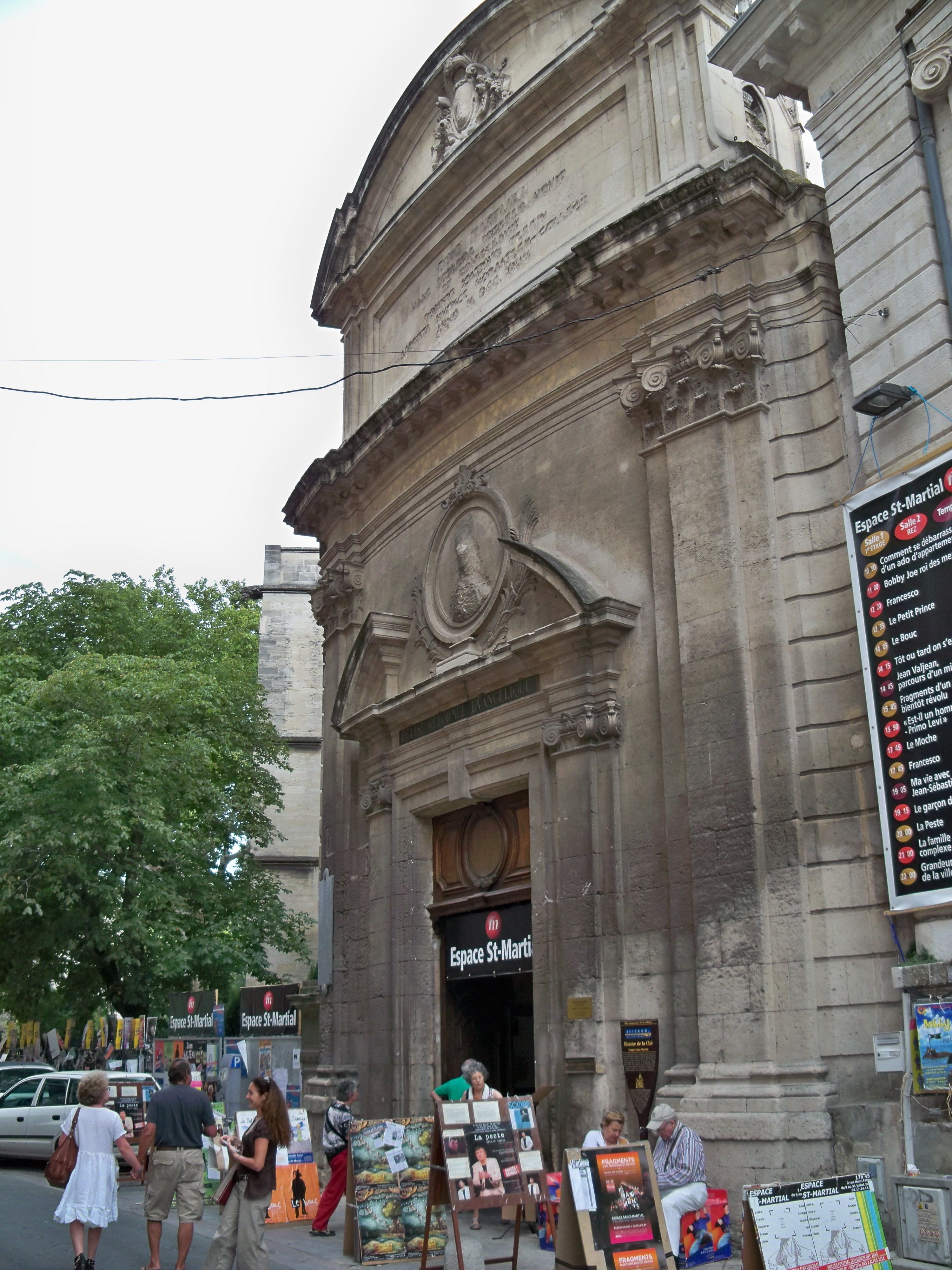
La rue Henri Fabre durant le Festival d'Avignon 2011.

- no 8 : au XVIIIe siècle, dans cette maison vécu François de Salignac, abbé de Fénelon et petit neveu de l'évêque de Cambrai. En 1722, par décision royale, il avait été nommé doyen du chapitre de Sainte-Marthe de Tarascon, prieur de Saint-Michel de Frigolet et archidiacre de la Cathédrale Notre-Dame des Doms d'Avignon[58]. Il s'établit donc dans la cité des papes mais ses mœurs lui valurent un libelle intitulé : « Lettre d'une demoiselle à une dame de ses amies sur ce qui se passe entre l'abbé de Fénelon et Mademoiselle de Saint-Julien ». Cet écrit sulfureux fut interdit et condamné par le vice-légat Acquaviva le 25 novembre 1746. Et l'affaire en resta là[59].

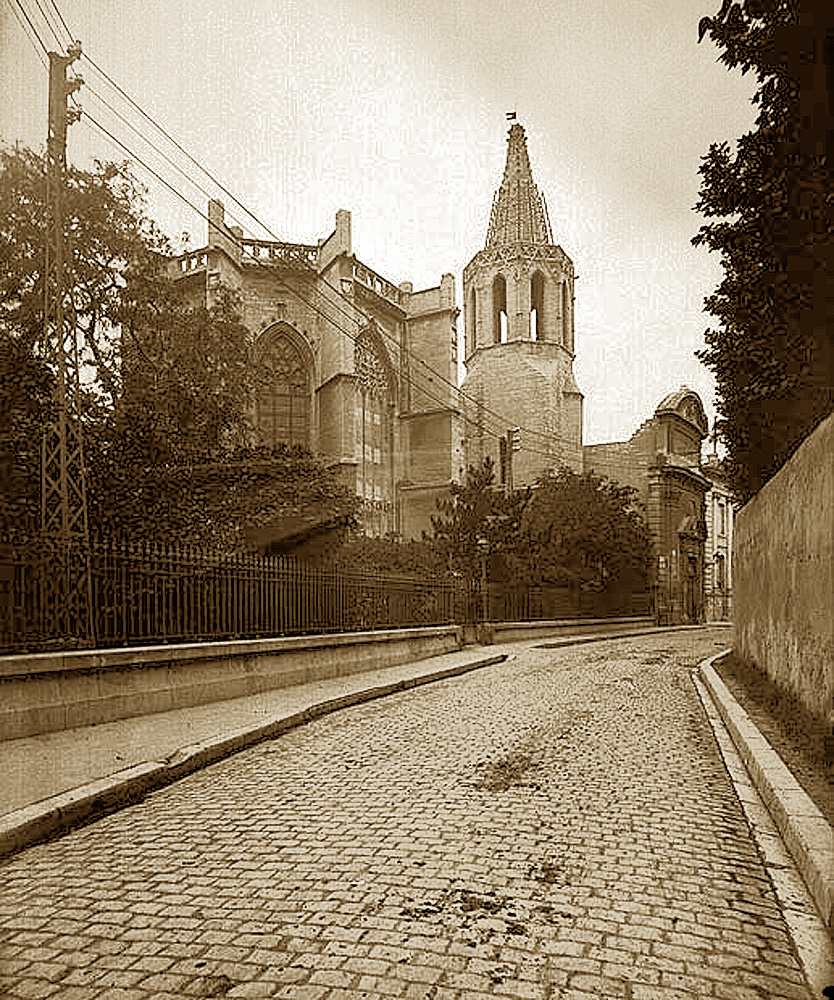
Rue Henri Fabre dans les années 1930.

- Entre les no 10 et 12 : maison familiale de Marion et Pierre Gautier, tante et père de Théophile Gautier, détruite en 1897. Il en reste une description faite par l'une des sœurs de l'écrivain qui était descendue de Paris en 1897 pour rendre visite à Marion Gautier, sa tante :« Quant à notre maison, c'est une maison de poupée. La cuisine n'est pas trop petite, les pièces sont de la grandeurs des nôtres, l'escalier est droit comme ceux des chalets suisses. Il y a un pied de vigne comme je n'en ai pas encore vu, énorme, pas travaillé par la main des hommes ; il court follement le long des murs et vous tend ses brindilles vertes[58] ».
- Le temple Saint-Martial, de culte réformé, se trouve sur l'emplacement du palais de la Reine Jeanne qui y vécut, lors de son séjour avignonnais, en 1348 et du Collège bénédiction de Saint-Martial qui prit sa suite au XIVe siècle.

## Rue Joseph-Vernet

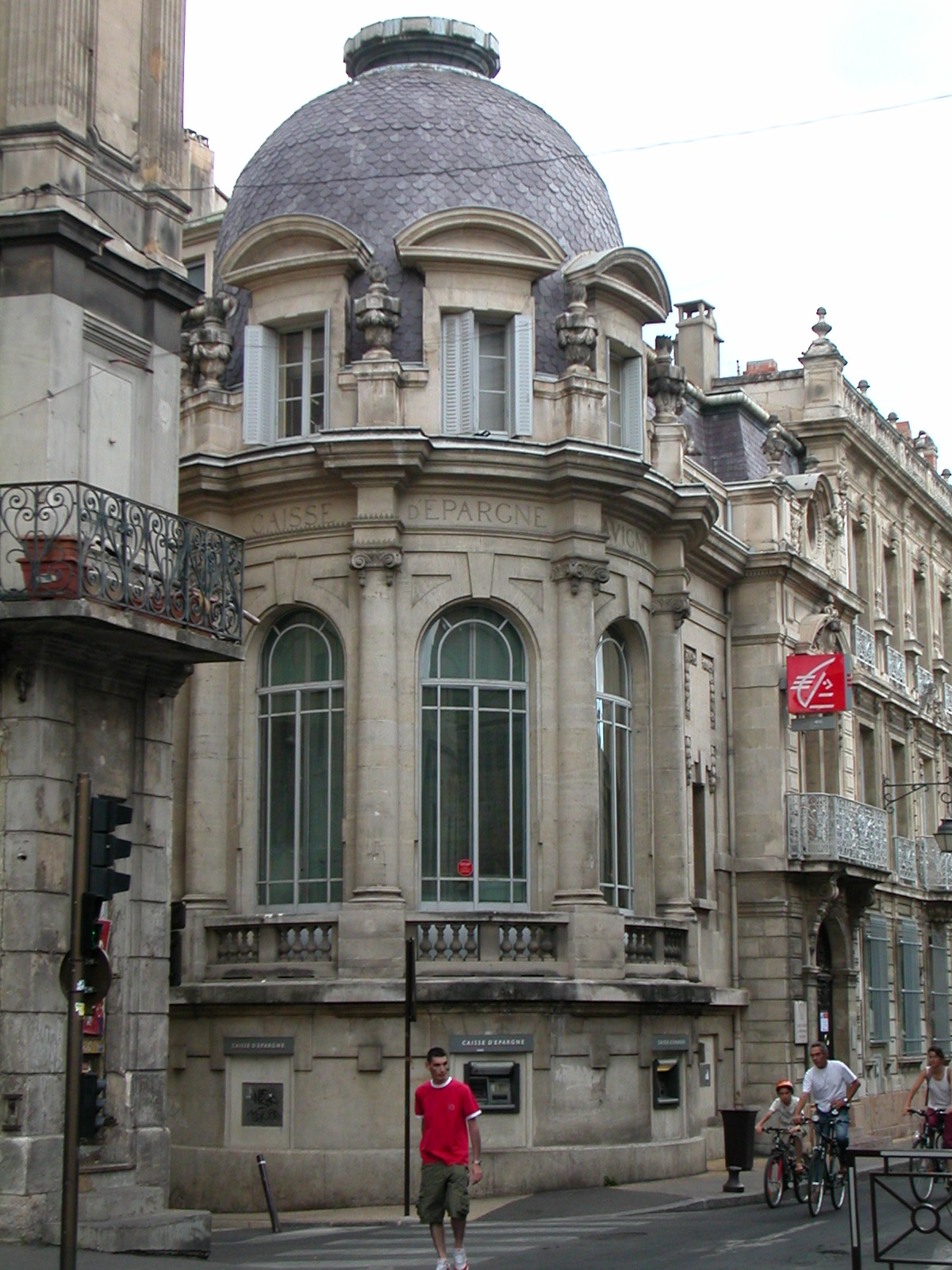
La Caise d'épargne, rue Joseph-Vernet.

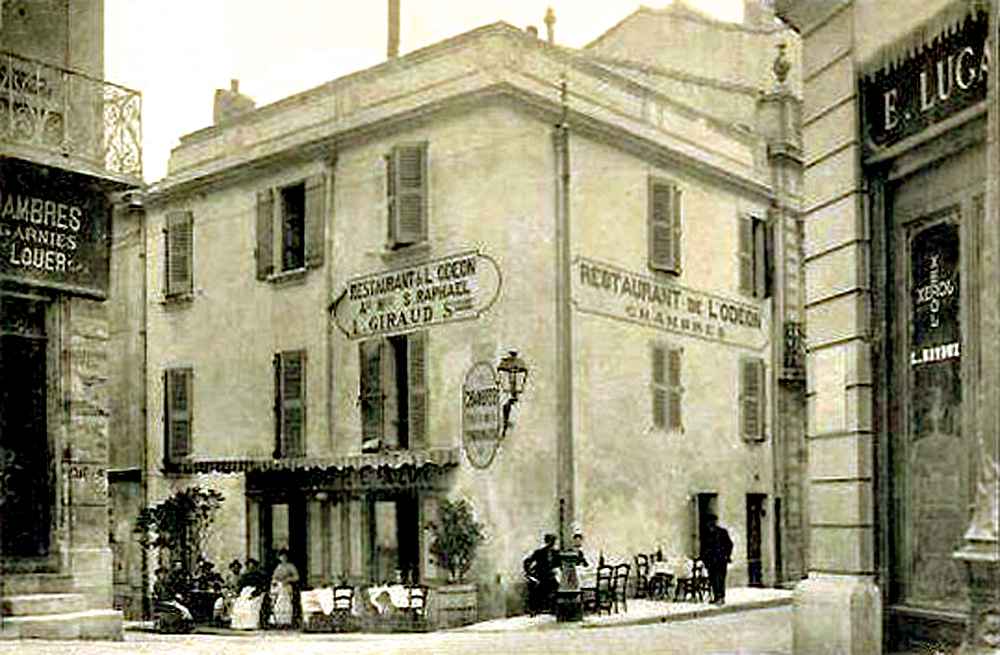
Restaurant de l'Odéon, au 110 rue Joseph-Vernet, futur emplacement de la Caisse d'Épargne.

Elle se situe sur l'emplacement des anciennes lices des remparts du XIIe / XIIIe siècle. Ce qui justifie sa forme curviline et sa première dénomination puisqu'un plan dressé en 1618 lui donne le nom de « rue des Lices antiques ». Elle fut sans doute une des premières rues d'Avignon à être pavée au XVIe siècle ce qui lui permit de prendre temporairement la dénomination de « rue de la Calade ». Ce premier pavage ne résista pas aux charrois et, en 1604, le vice-légat Charles Conti ordonna qu'elle fut à nouveau caladée. Initiative qui plût puisque désormais cette artère prit le nom de « rue Conti ». Ce qui n'empêcha point la confusion puisqu'un document daté de 1744 la signale comme « rue Calade sive de Conti ou des Lices ». Ce ne fut qu'en 1884 que la municipalité d'alors la rebaptisa « rue Joseph-Vernet ».
La disparition progressive des ruines des vieilles fortifications, entre le XVIIe et le XVIIIe siècle permit progressivement la construction de nombreux hôtels particuliers, près d'une douzaine, ce qui donna à cette rue le caractère aristocratique qui reste toujours le sien actuellement. Il n'est d'ailleurs pas rare actuellement qu'elle soit surnommée le « Faubourg Joseph-Vernet ».

## Rue des Lices

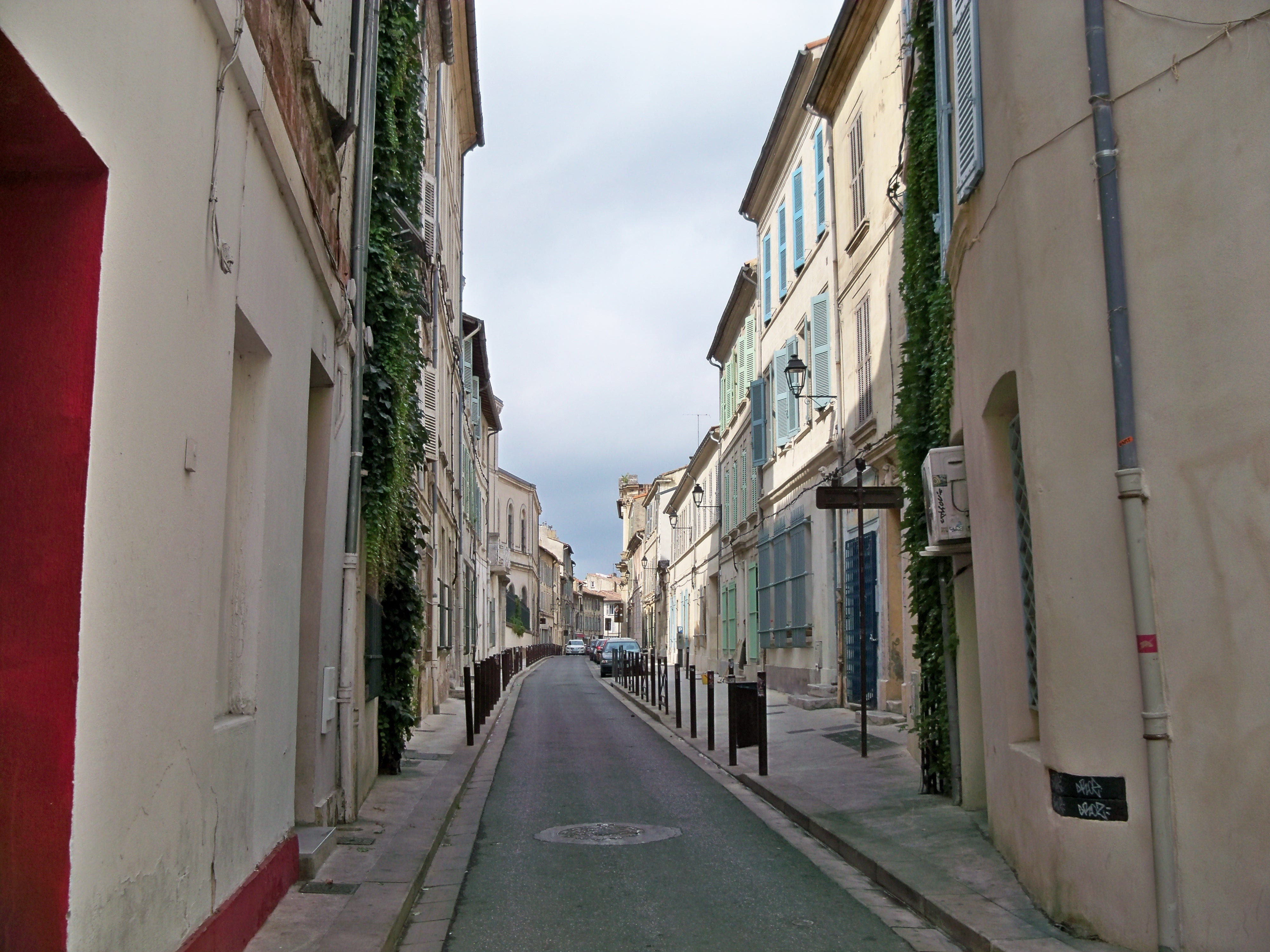
Vue générale de la rue des Lices.

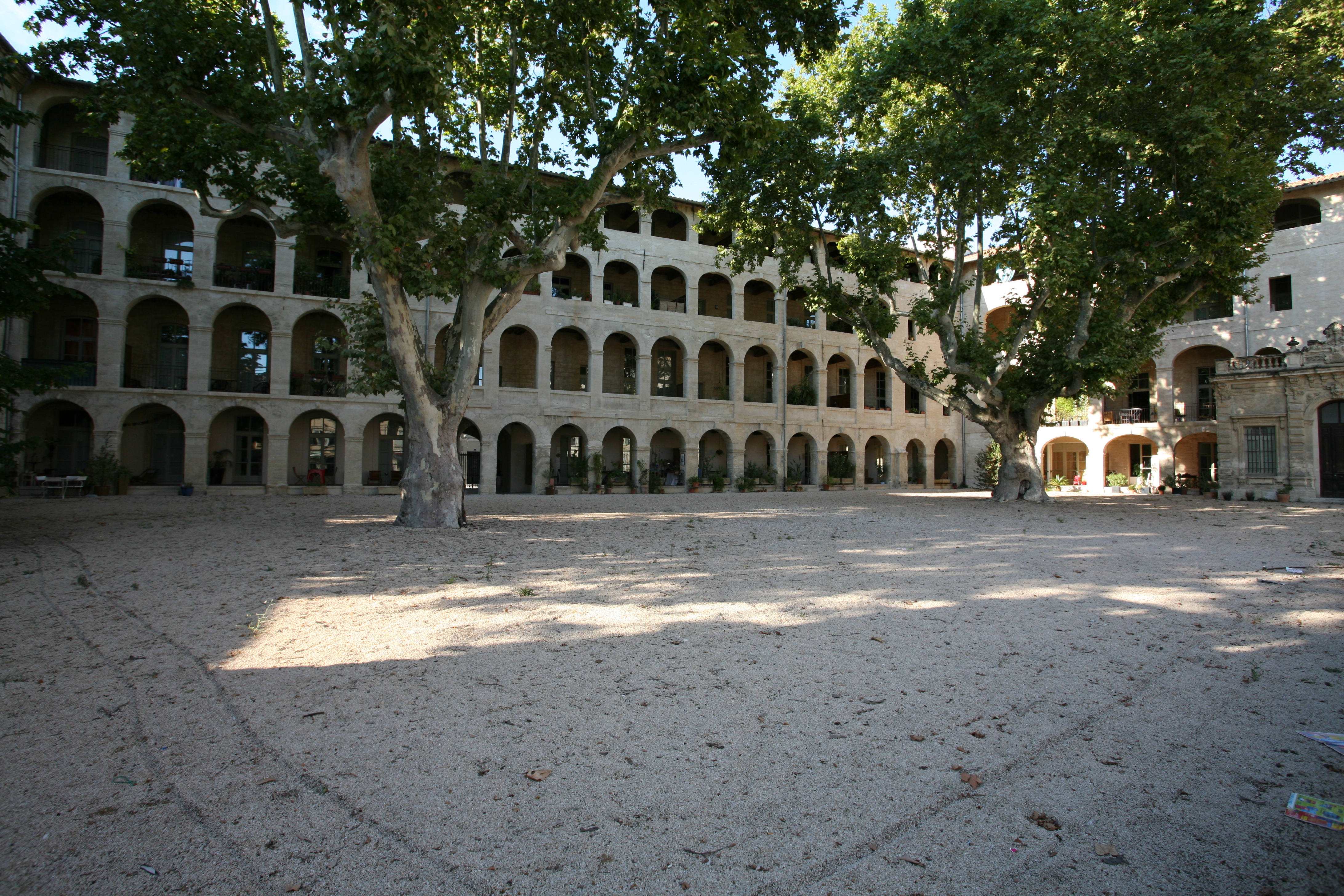
Aumônerie générale de la rue des Lices.

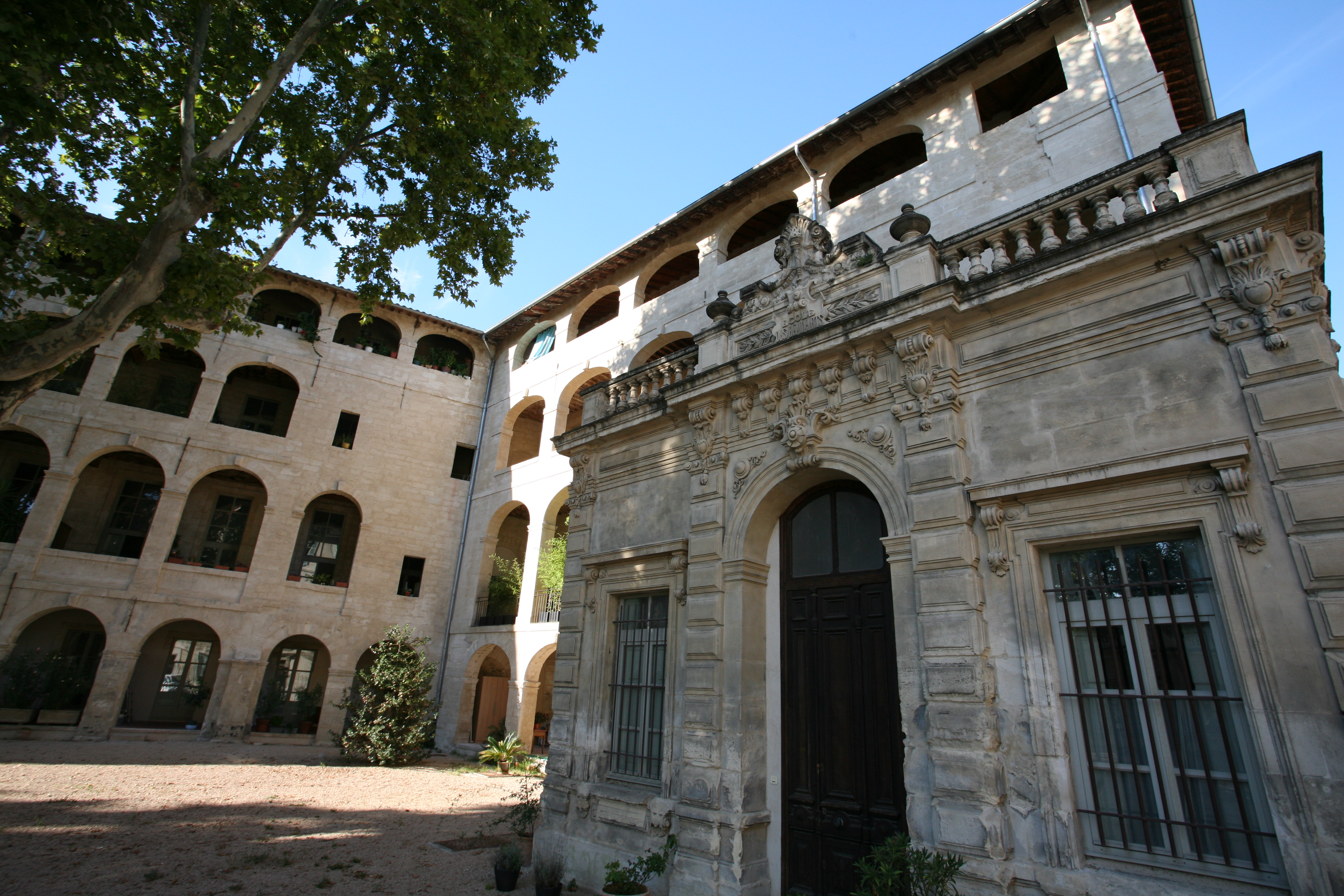
Ancienne École des Beaux-Arts.

Son tracé, légèrement courbe, marque celui de la première enceinte médiévale. Tandis que le nom de la rue rappelle les anciennes lices, espace compris entre deux enceintes. Ce nom fut aussi celui de l'actuelle rue Joseph-Vernet qui, au cours du XVIIIe siècle, était dite « rue des Lices vulgairement appelée la Calade ». Les rues qui suivaient le tracé des anciennes lices furent pavées (caladées), en 1604, sur ordre du Vice-légat Conti. Ce qui valut alors à ce tronçon d'être dénommé « rue Conti ».
- Un établissement privé tenu par les jésuites est construit en grande partie sur l'ancien couvent des cordeliers.

- no 23 : en face, l'ancien couvent des Dames du Verbe Incarné, fondé en 1635, n'a que sa chapelle qui subsiste. Incendiée, elle a été reconstruite entre 1725 et 1728 par Jean-Baptiste Franque et son fils François. C'est actuellement le lieu de culte d'une église réformée[64].
- no 68 : sur la façade, une inscription difficilement lisible, rappelle le passage du comte d'Artois, futur Charles X, le 27 septembre 1814.
- L'Aumônerie Générale, fondée par le conseil de ville entre 1546 et 1557, avait pour fonction d'accueillir misérables, vieillards, malades incurables et enfants trouvés ou abandonnés, afin d'éradiquer la mendicité[64]. Son aile orientale a été refaite sur les plans de Jean-Baptiste Franque de 1751 à 1753. Elle a servi longtemps pour l'enseignement des Beaux-Arts[65].

Au cours du XIXe siècle, les bâtiments de l'Aumônerie Générale servirent de « Caserne des Passagers ». Ils sont actuellement totalement restaurés et remis en valeur.

## Rue des Marchands

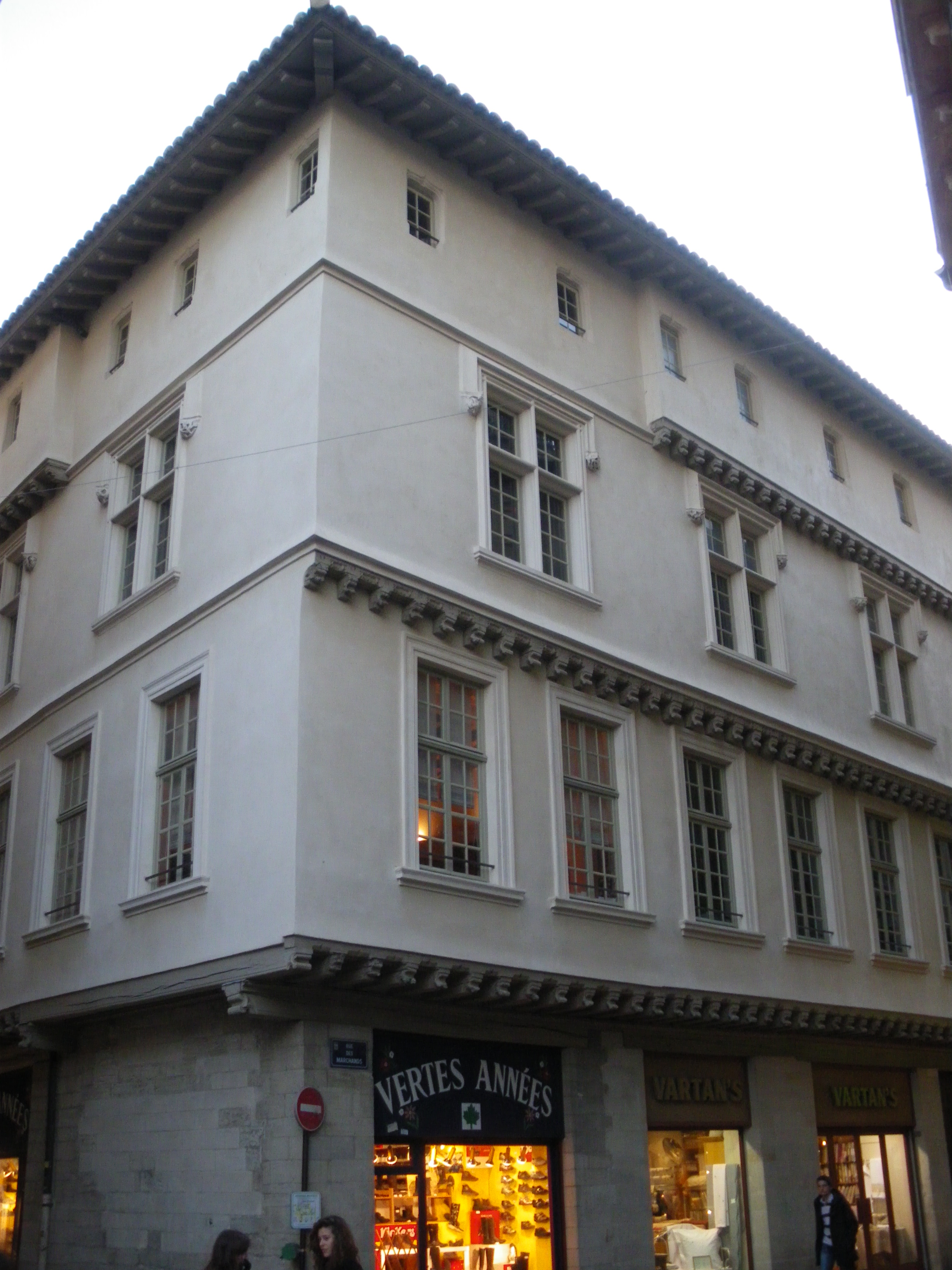
Maison aux auvents dans la rue des Marchands.

Au Moyen Âge, elle était dénommée « rue de l'Épicerie » dans sa partie jouxtant la place de l'Horloge puis « rue de la Mercerie » dans sa partie la plus basse.

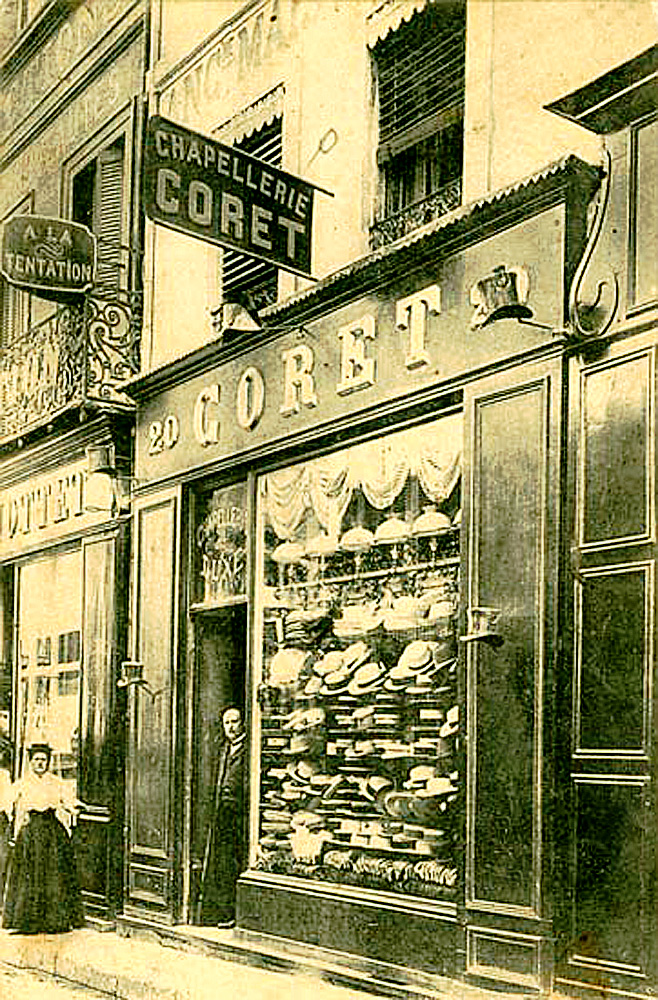
Chapellerie Coret devenue chapellerie Mouret et monument historique.

- no 2 : C'est là que se trouve la plus ancienne maison d'Avignon, dite « Maison aux auvents ». Elle possède toujours ses murs en encorbellement soutenus par des poutres faisant saillie. Elle a été référencée, dès la fin du XVe siècle, comme appartenant aux Galiani, marchands de toile, qui la vendirent, en 1498, aux frères Belli. Puis, elle fut acquise, en 1548, par un autre marchand, Nicolas de Ceps, et par Jean Ferrier, dit Benoît, qui tenait négoce de marchandises en 1568. Au XVIIe siècle, elle devint la boutique de la famille De l'Église, d'origine piémontaise, qui commercialisait des épices[67].

- no 20 : une première chapellerie s'est installée ici en 1860, elle est entrée dans la famille Mouret depuis 1926 et est restée connue sous ce nom. Fait exceptionnel, sa façade en boiserie et son intérieur Louis XVI, ont été classés par les Monuments historiques en 1995[68].
- no 36-38 : c'est ici que vécu au XVIIIe siècle Jean-Laurent Martin, un faiseur de bas, qui, en 1789, se trouvant à Paris, vécut la réunion des États généraux et la prise de la Bastille. Son premier souci fut de noter, au jour le jour, ses dépenses depuis son départ d'Avignon, le 21 avril 1789, jusqu'à son retour le 20 septembre 1789. Son séjour parisien lui revint à 4 livres quotidienne. Ce mémorial garde son intérêt comme témoignage de cette période révolutionnaire par un artisan provincial et sans culture[67].

## Rue de la Peyrolerie

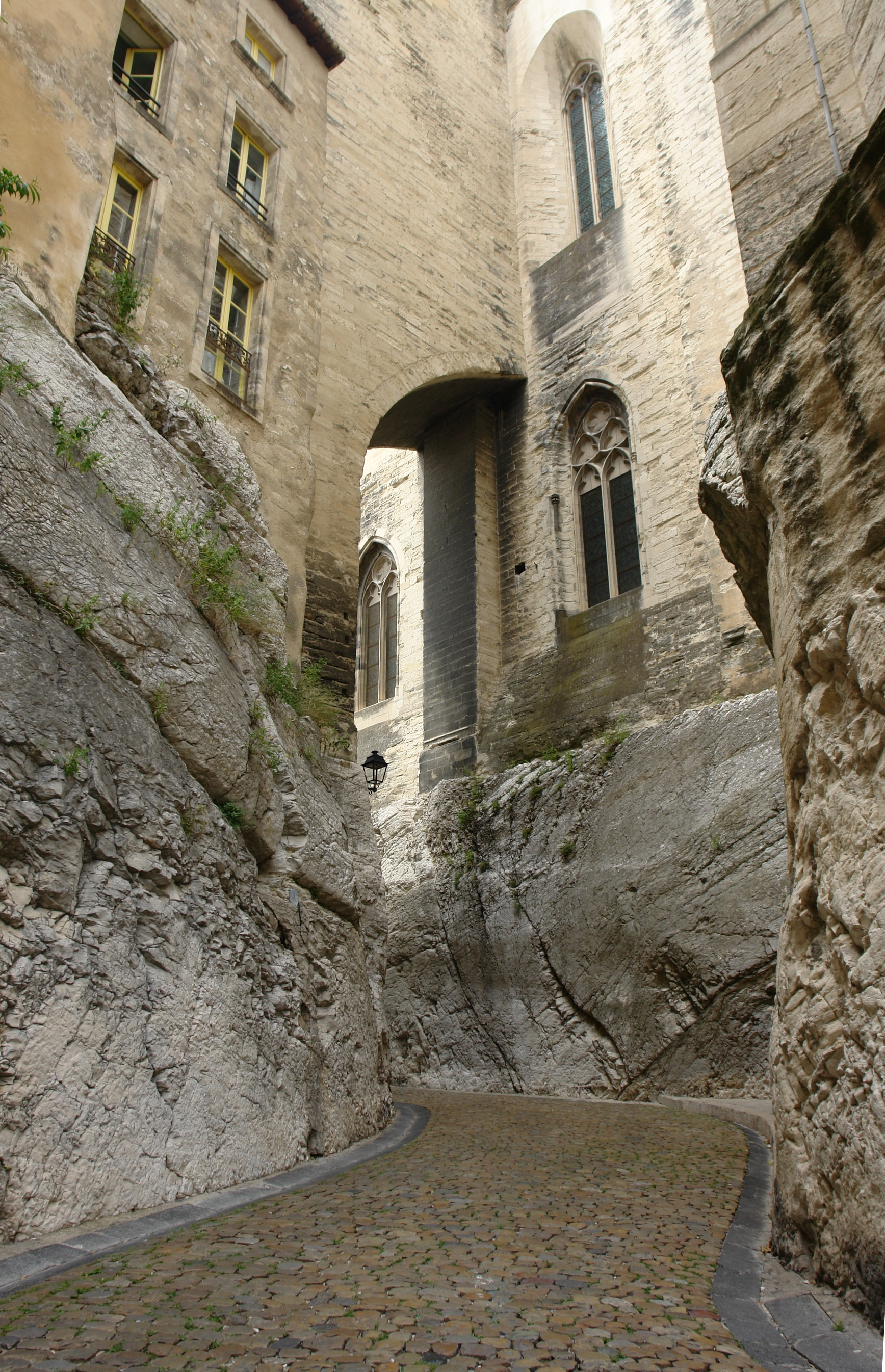
Rue de la Peyrolerie.

Son nom est dû à la présence de peyrolié ou chaudronniers (peyrou signifiant chaudron en provençal) qui y avaient concentré leur activité. Elle longe le palais des papes, contourne la Tour Saint-Laurent pour ensuite descendre vers la place Saint-Pierre.
Sur son site, plusieurs campagnes de fouilles ont permis de mettre au jour des vestiges de constructions romaines. Au cours de l'une de celles-ci, en 1902, en se fondant sur les notes d'Esprit Calvet, il fut exhumé des caves de l'hôtel Pamard, actuel hôtel de la Mirande, des fragments de colonnes de marbre ainsi qu'une tête de Dionysos. Celle de 1912 permit de fouiller une dépendance de l'Imprimerie Aubanel. Y furent découvertes trois arcades en grand appareil bâties sur un plan légèrement curviligne.
Ces découvertes firent penser à la présence d'un théâtre antique adossé au Rocher des Doms. La rue actuelle correspondant à son plan semi-circulaire. Celui-ci se retrouve d'ailleurs après la place de la Mirande dans la rue du Vice-Légat. Cette hypothèse a été remise en cause par le chanoine Sautel, l'inventeur de Vaison-la-Romaine qui y a vu plutôt un amphithéâtre. Mais de récentes fouilles archéologique dans un bâtiment de l'impasse Jean-Pierre Gras et l'étude des structures rayonnantes et concentriques des rues adjacentes auraient permis de situer l'amphithéâtre romain dans le secteur du Théâtre du Chêne noir. Quant à Eugène Duprat, il a suggéré que les arcades Aubanel auraient appartenu à un bâtiment à vocation commerciale (magasin ou entrepôt).
Cette rue, creusée dans le rocher, fut primitivement une peyriera (carrière) ouverte sur le flanc méridional du Rocher des Doms. Celle-ci est actuellement occultée par les maisons qui y ont été édifiées. Joseph Girard considère que « C'est une des rues les plus pittoresques et les plus vétustes de la ville, une des plus évocatrices du vieil Avignon ».
Jusqu'à la fin du XVe siècle, elle comportait un important dos d'âne rocheux situé sous le grand contrefort du palais. Il fut, dans un premier temps, aplani par dérochement en 1496 puis en 1516. Une nouvelle campagne fut entreprise entre 1454 et 1759, elle permit d'abaisser le niveau de deux mètres. Elle fut conclue, en 1760 par un élargissement de la rue et son aspect actuel lui fut donné par de nouveaux travaux accomplis au cours du Second Empire.

## Rue Philonarde

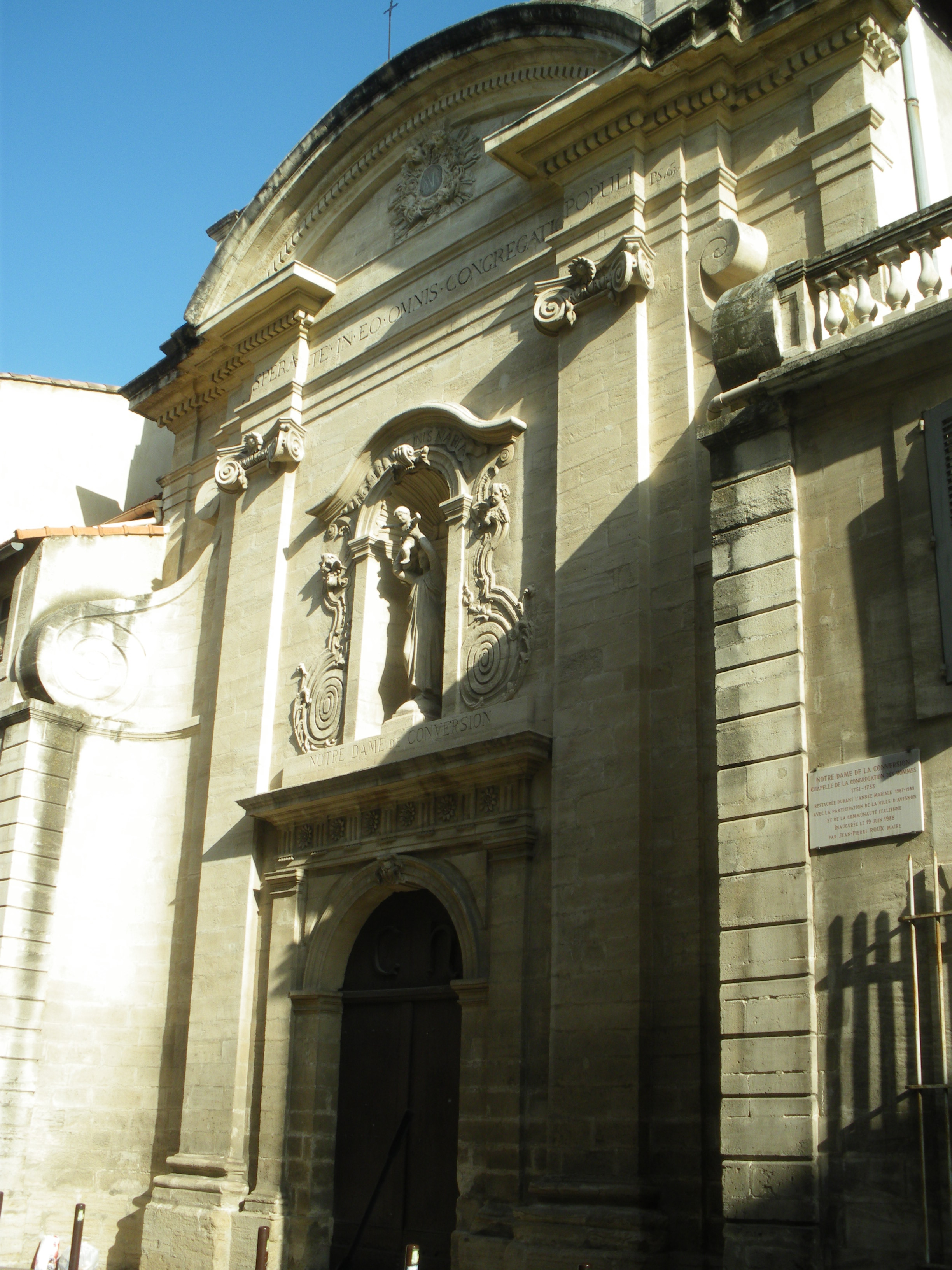
Chapelle de la Congrégation des Hommes.

Cette ancienne Courreterie des Chevaux (Correterie Equorum), où se tenait un marché aux chevaux, a pris le nom de Mario Philonardi, archevêque et vice-légat d'Avignon de 1629 à 1634, neveu de Filippo Philonardi qui avait exercé les mêmes fonctions de 1611 à 1614. Elle est aussi connue sous le nom de « rue Paul-Saïn ». Un ancien établissement de bains du XIXe siècle et deux chapelles du XVIIe siècle et du XVIIIe siècle retiennent l'attention : 
- no 69 : les anciens établissements de bains Pommer. Fermé depuis 1972, ce centre d'hydrothérapie avait été créé en 1892 par Auguste Pommer qui y recevait la bourgeoisie avignonnaise. Son établissement fut même fréquenté par Frédéric Mistral. Il a été classé monument historique en 1992[77],[78].
- La chapelle de la Visitation, dite aussi du Saint-Sacrement, rattachée au couvent fondée en 1621. Sa première pierre fut posée en 1631 par Mario Philonardi. Elle fut construite selon les plans de François Royer de la Valfrenière et achevée en 1638[76].

- La chapelle de la Congrégation des Hommes, dite aussi chapelle de la Conversion, qui a été édifiée entre 1751 et 1753. À l'intérieur, elle possède un tableau de Nicolas Mignard intitulé « Couronnement de la Vierge »[8].

## Rue de la République

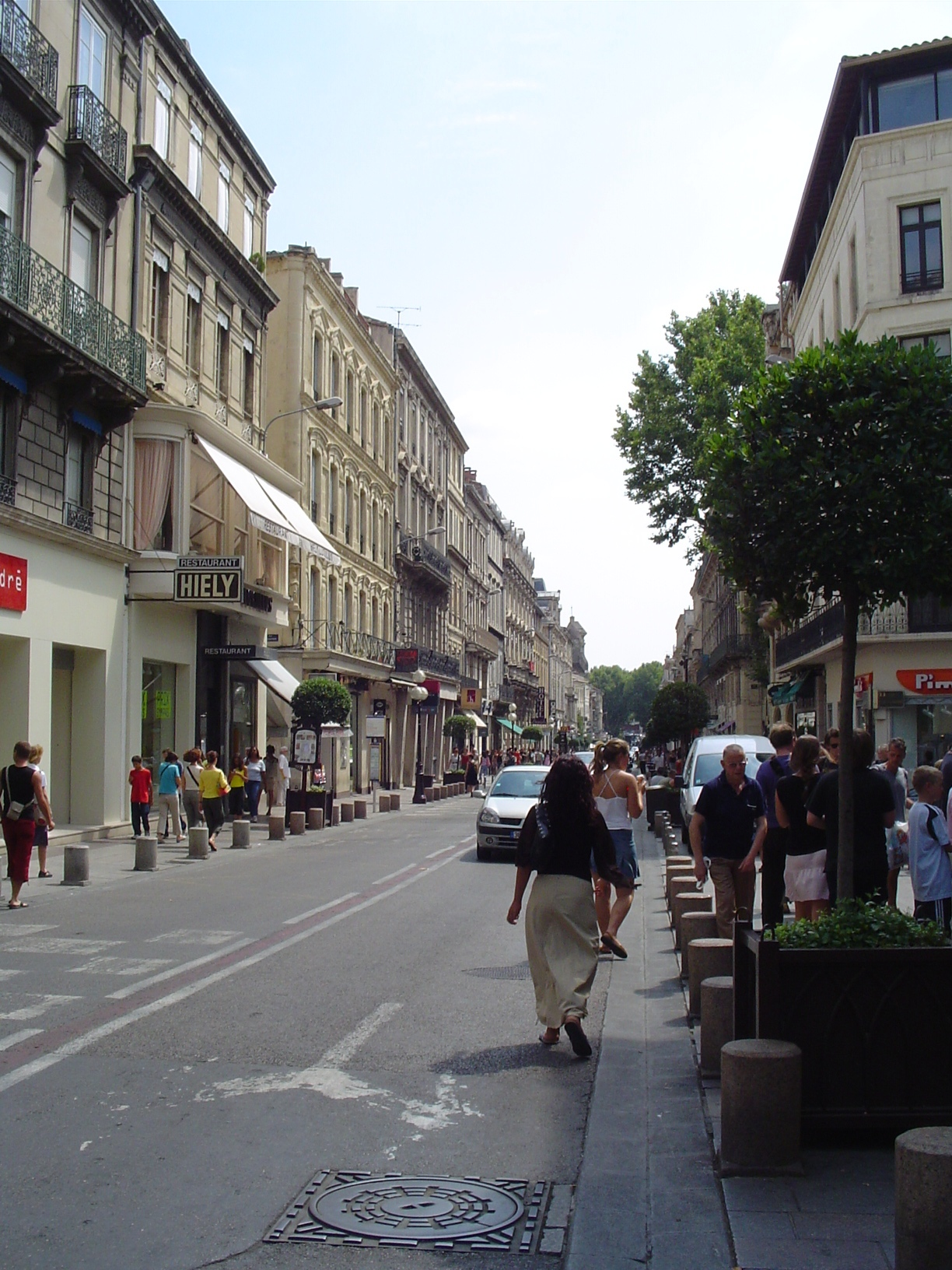
Rue de la République.

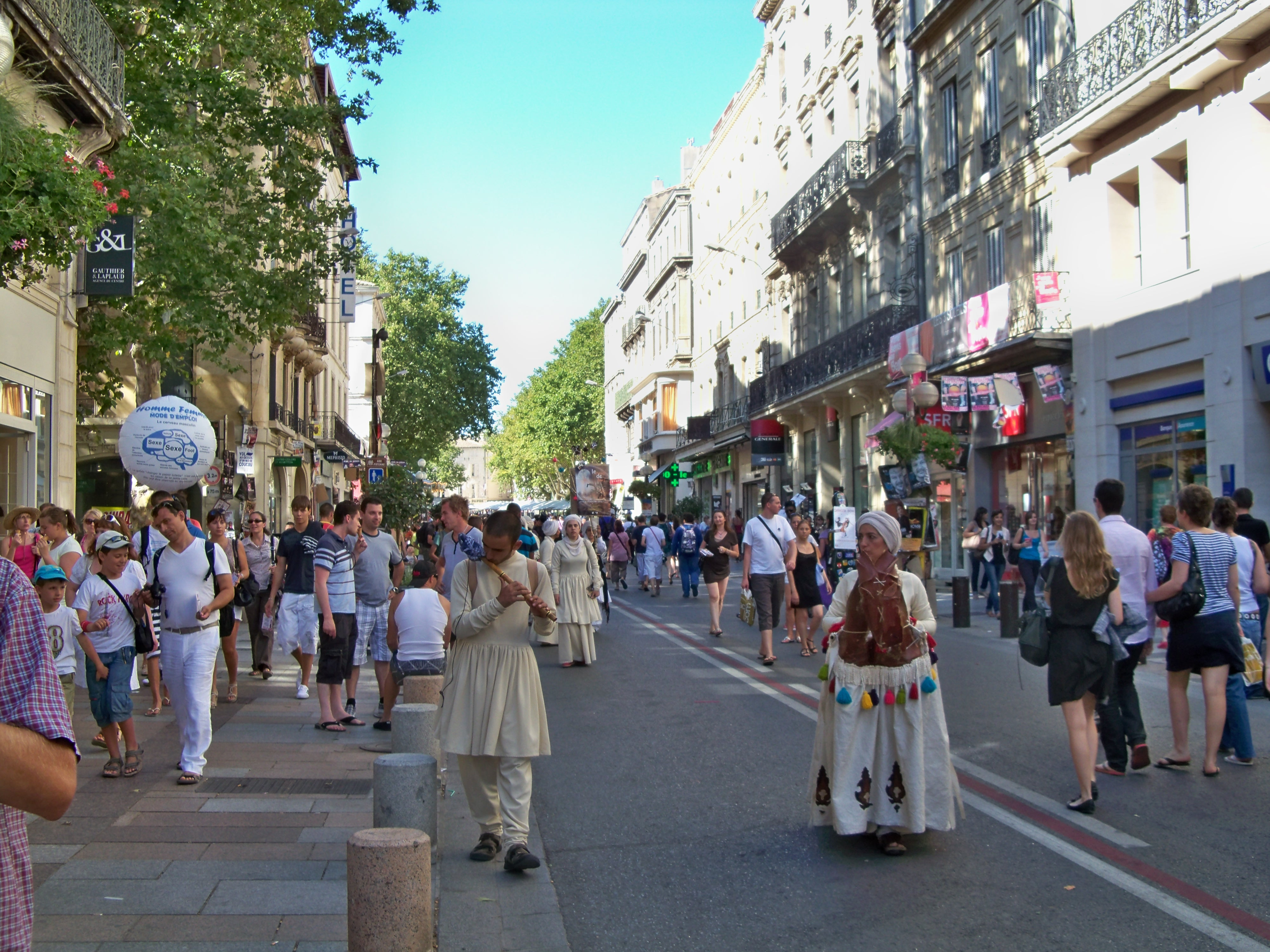
La rue de la République durant le Festival 2010.

C'est l'une des rares artères avignonnaises percée intra-muros au cours du XIXe siècle. Son creusement fut l'œuvre de la municipalité présidée par Paul Pamard (1853-1865). Il a éliminé l'ancienne rue Saint-Marc. Cette nouvelle rue, qui avait tout l'aspect d'un boulevard, fut d'abord dénommée « rue Bonaparte ». Elle avait pour fonction de relier la place de l'Horloge à la nouvelle gare de chemin de fer mise en service vers Paris le 24 juin 1853. Les travaux durèrent de 1856 à 1867.
Ils nécessitèrent l'expropriation de nombreux riverains. Ce coût d'abord estimé à 700 000 francs s'éleva en définitive à 1 299 000 francs. La percée d'une telle artère souleva les passions et fut diversement appréciée. Louis Nouveau, qui fut maire d'Avignon, estimait « Sans la rue de la République, il serait impossible de pénétrer dans Avignon ». Tout en reconnaissant le bien-fondé de cette affirmation, André Hallays dans son livre Avignon et le Comtat-Venaissin, paru en 1909, dénonça cette saignée orientée Nord / Sud « On a coupé la ville en deux par une rue longue, large et rectiligne... Le mistral et la poussière y sévissent atrocement ».
En remontant de la porte de la République vers la place de l'Horloge, on trouve l'ancienne caserne Hautpoul transformée en Cité Administrative, le square Agricol Perdiguier, dit Jardin des Plantes, installé sur l'ancien cloître Saint-Martial, l'église des Jésuites, dite chapelle du Lycée, devenue Musée Lapidaire, une fontaine surmontée du bronze de Paul Pamard et un square orné du buste de Frédéric Mistral.

## Rue du Roi-René
Cette dénomination est récente puisque ce n'est qu'en 1941 que ce tronçon de la « rue de la Masse » a été ainsi baptisé à partir de son intersection avec la « rue Artaud ». C'est l'une des artères avignonnaises les plus riches en Hôtels particuliers.

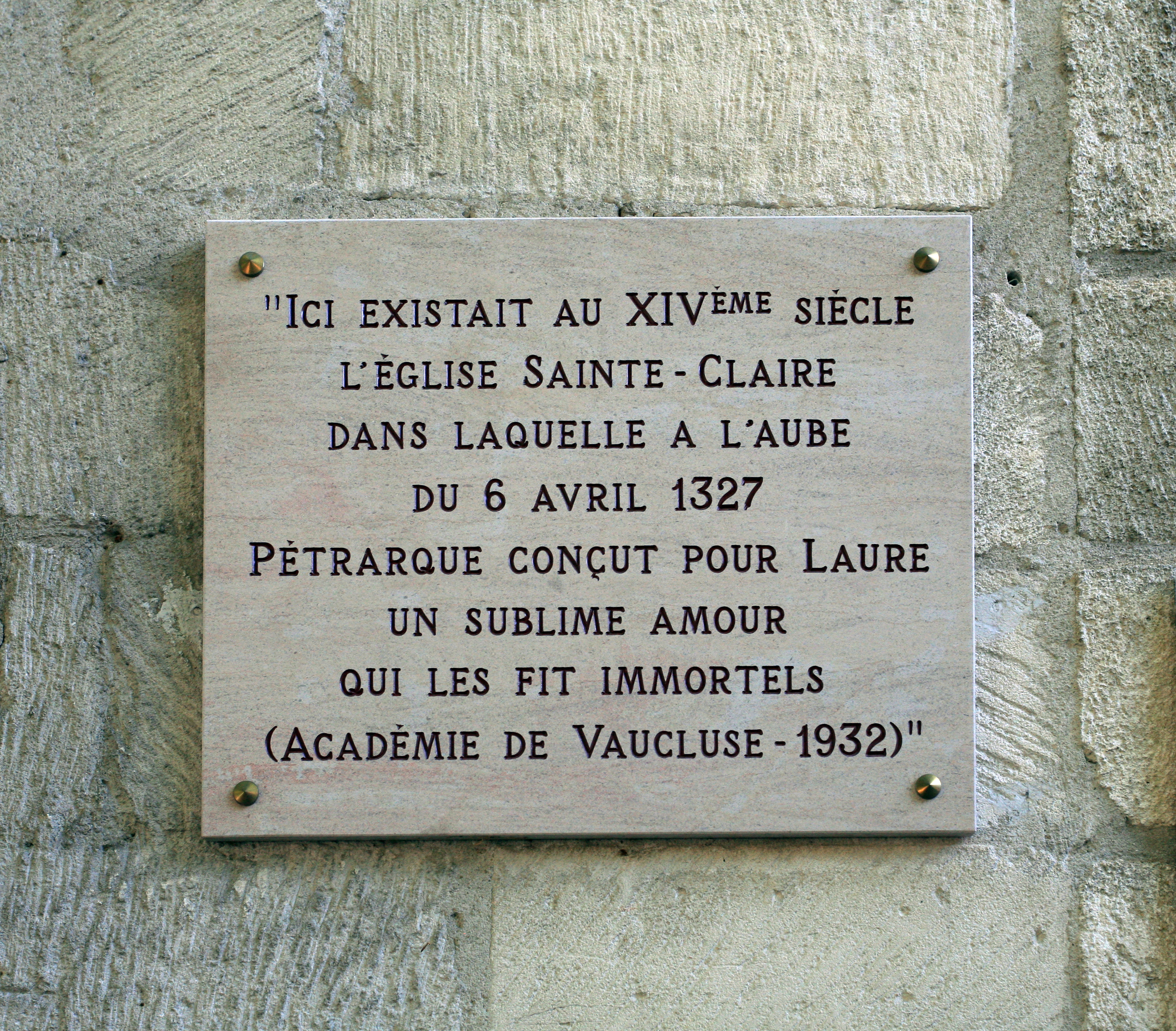
Plaque commémorant la rencontre de Pétrarque et de Laure à la sortie du couvent Sainte-Claire.

- no 11 : maison de François Artaud. Elle s'est rendue célèbre par sa seule cheminée. Celle-ci a été réalisée au cours du XVIIe siècle et comporte des bas-reliefs en stuc représentant L'Incendie de Troie et Énée portant Anchise. Elle fait maintenant partie des collections du Musée Calvet. C'est son dernier propriétaire, François Artaud (1767-1838), membre de l'Institut, qui en fit don au musée[82].

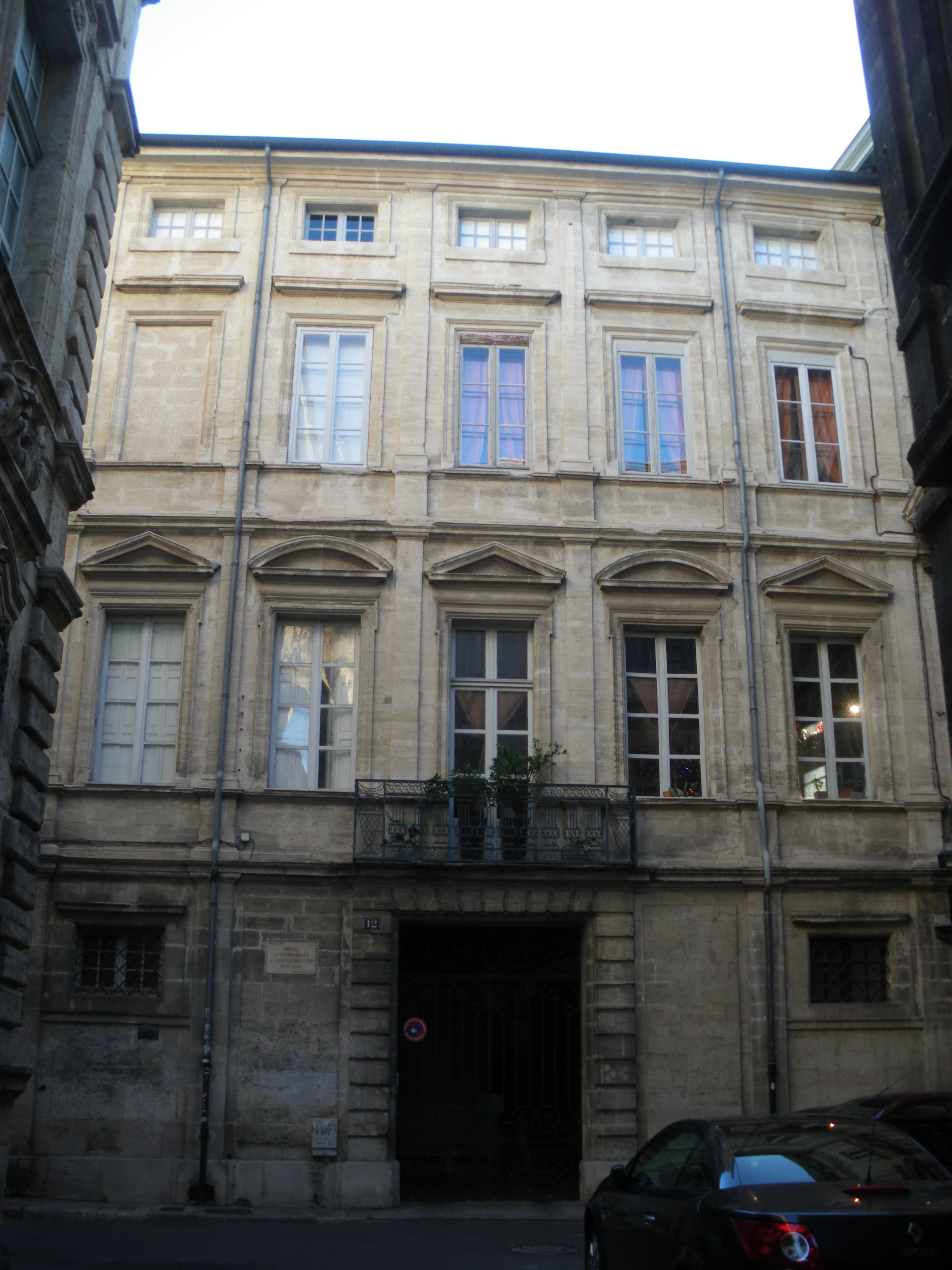
Hôtel Honorati de Jonquerettes.

- no 20-24 : couvent Sainte-Claire. Des clarisses s'étaient installées à Avignon vers 1239. Leur couvent, dont il ne reste que des ruines, ne fut cependant construit qu'au début du XIVe siècle. Il entra dans l'histoire mondiale de la littérature, le 6 avril 1327 quand Pétrarque y rencontra Laure. Une plaque commémore cet évènement[82].
- no 12-12bis : hôtel Honorati de Jonquerettes. Il date du XVIIIe siècle. Après avoir servi de prison de femmes lors de la Révolution, il est devenu depuis la seconde moitié du XXe siècle, le siège d'une société mutualiste[83].
- no 7 : hôtel Berton des Balbes de Crillon. C'est le plus italianisant des Hôtels particuliers d'Avignon[83]. Il a été construit sur l'emplacement de la Livrée de Pampelune. Sa façade, couverte de mascarons, cornes d'abondance, médaillons et guirlandes, s'ouvre par des portes et fenêtres de styles alternés, est couronnée d'une puissante corniche à l'italienne. Cet Hôtel a été commendité par Louis III de Berton (1608-1698), petit neveu du « Brave Crillon »[84]. La façade a été classée monument historique le 26 juin 1915[85].

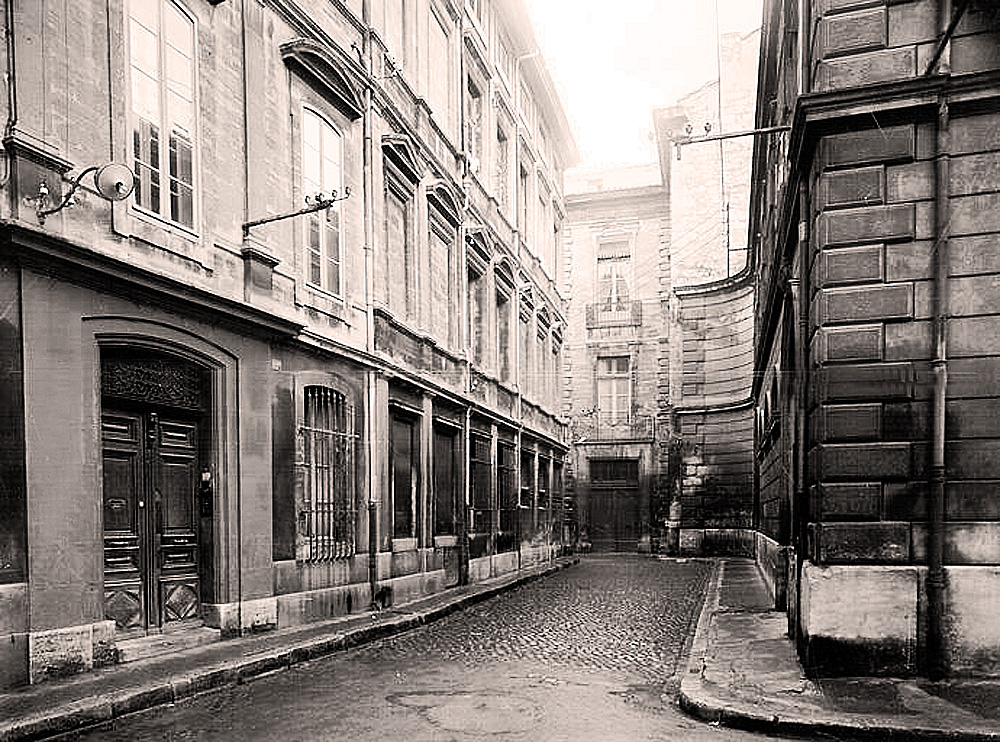
La rue du Roi René et ses hôtels particuliers.

- no 8-10 : hôtel Fortia de Montréal. L'immeuble sur cet emplacement fut acquis en 1569 puis entièrement restauré. Il parvint en héritage à Paul Fortia de Montréal qui s'engagea à l'achever. Il eut l'heur de rencontrer Nicolas Mignard qui se rendait à Rome via Avignon et lui proposa de décorer sa galerie. Le peintre réalisa alors une série de dix-huit panneaux sur Les Aventures de Théogène et Chariclée tirées d'Héliodore. Dans le même temps, le propriétaire fit appel à François de Royers de la Valfrenière qui, le 16 mai 1637 lui remit un prix-fait pour mettre sa façade au goût du jour[86]. L'Hôtel accueillit, lors de la venue à Avignon de Louis XIV, en 1660, le comte et la comtesse de Soissons. Les Fortia le mirent en vente en 1774[87].

## Rue Saint-Agricol

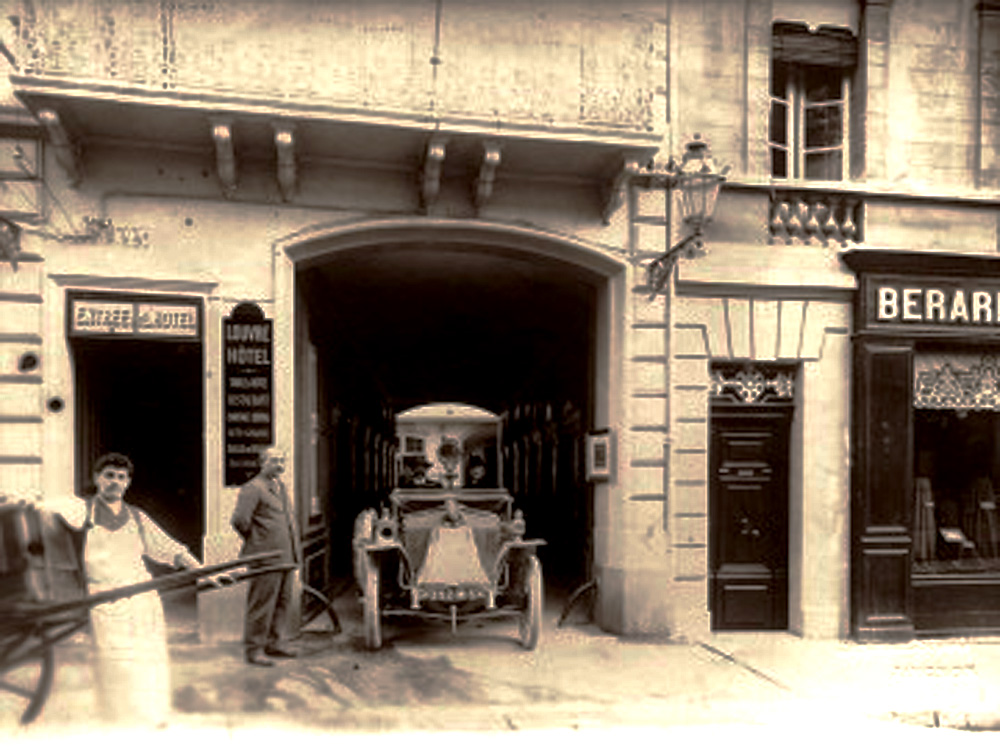
Garage privé de l'hôtel du Louvre, rue Saint-Agricol, à la fin du XIXe siècle

Cette rue dès le Moyen Âge conduisait vers la porte Saint-Agricol ou du Temple ouverte dans les fortifications du XIIe / XIIIe siècle. Cette dénomination était due à la présence d'une église placée sous le vocable d'Agricol d'Avignon, évêque de cette cité, et d'une Commanderie templière.
Au cours du XIVe siècle, elle fut dénommée « rue des Oranges » (carreria Arangerie), une de ces marchands d'agrumes, Pierre Paris, est d'ailleurs attesté en 1393.
Entre 1754 et 1787, période des grands travaux d'urbanisme, la rue fut élargie suivant un alignement rectiligne. Le commerce des oranges dut perdurer assez longtemps puisque cette artère portait toujours le nom de « rue Orangerie », avant 1843.

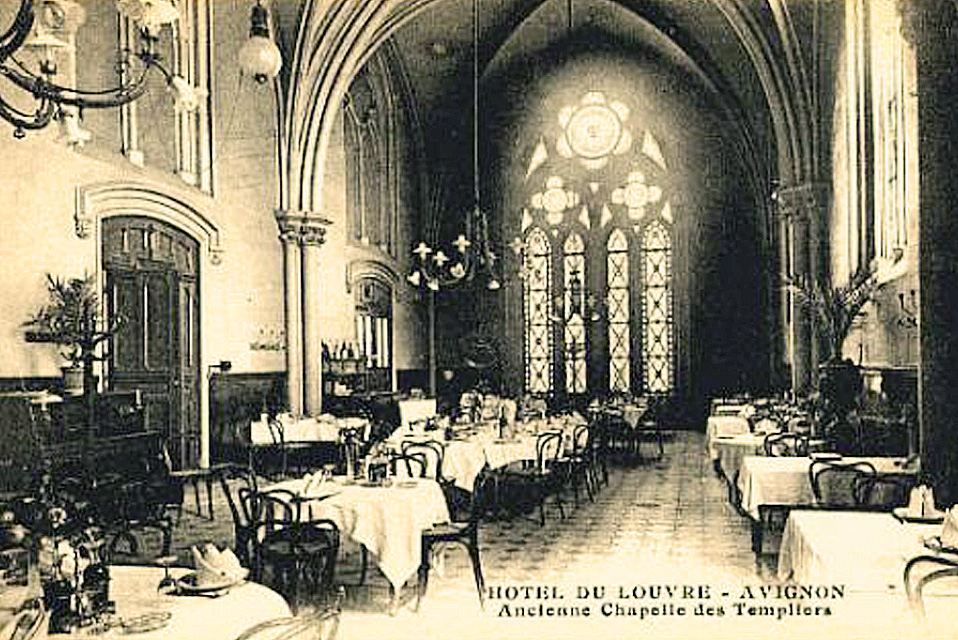
Ancienne chapelle du Temple d'Avignon.

- no 23 : Commanderie du Temple. Elle fut supprimée après le concile de Vienne (1311-1312) présidé par Clément V. Suivant les canons de ce concile, elle fut alors attribuée aux hospitaliers de Saint-Jean de Jérusalem. De l'ensemble des bâtiments, il ne reste que l'église qui servit longtemps de salle de restaurant à l'Hostellerie du Pont puis à l'Hôtel du Louvre qui lui succéda. Aujourd'hui entièrement restaurée, elle était à deux étages. Son style gothique à lancettes laisse supposer qu'elle a été fortement remaniée par les Hospitaliers[89].

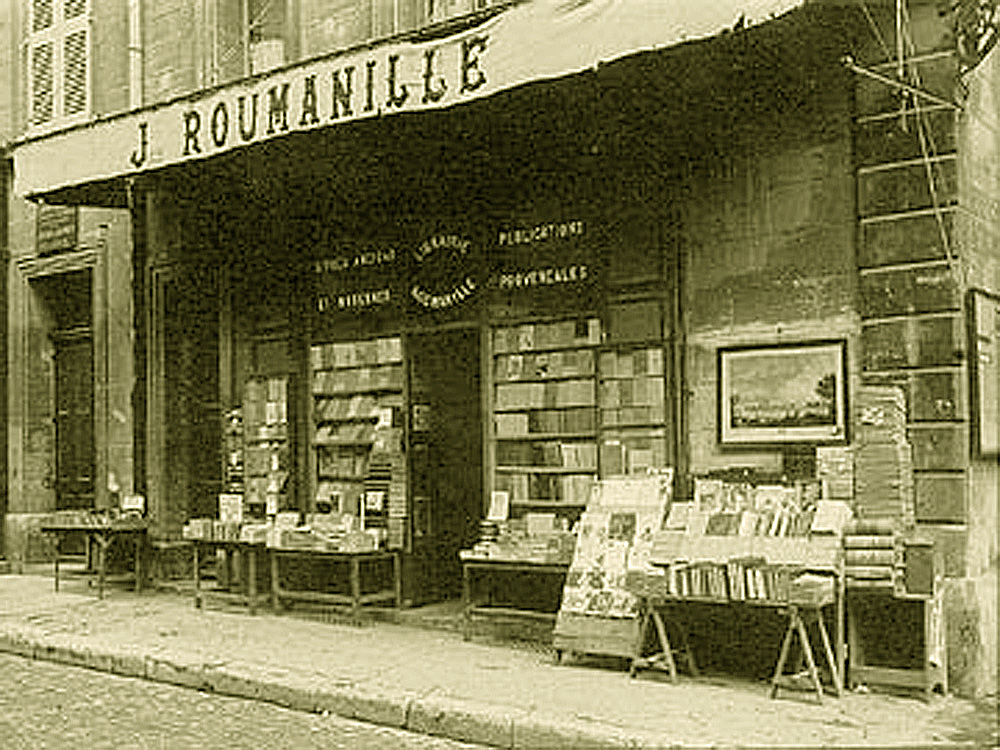
Librairie Roumanille.

- no 21 : hôtel Rafa de Gargarilla. Construit sous l'égide du marquis Louis Rafa de Gargarilla, chevalier de Malte et commandant de l'Infanterie papale, il a pris la place de deux maisons acquises par ce capitaine pontifical en 1753 et en 1755. Il fut ensuite vendu à la famille Bertet de Roussas qui le posséda de 1773 à 1910. L'Hôtel possède toujours sa porte à ventaux de style Louis XV[89].
- Ancienne Librairie Roumanille. À sa place se trouve de nos jours un commerce provençal d'huile et d'olives. Elle avait été fondée, en 1855, par Joseph Roumanille lui-même. Ce libraire-imprimeur édita ici Mireio de Frédéric Mistral en 1859[90].

## Rue des Teinturiers

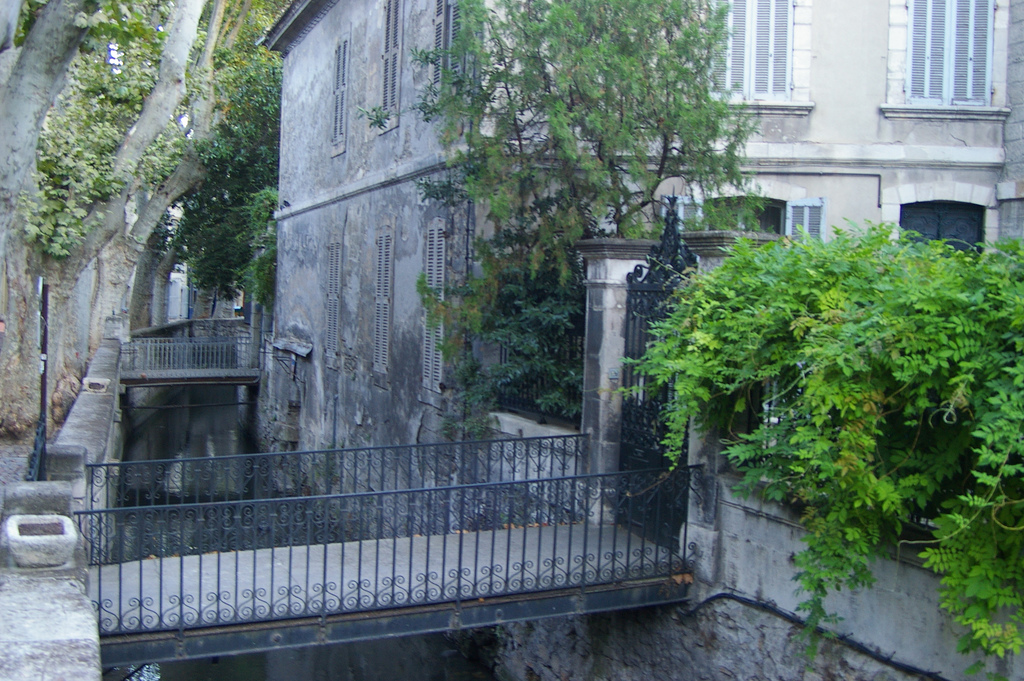
Vue de la Sorgue coulant le long de la rue des Teinturiers.

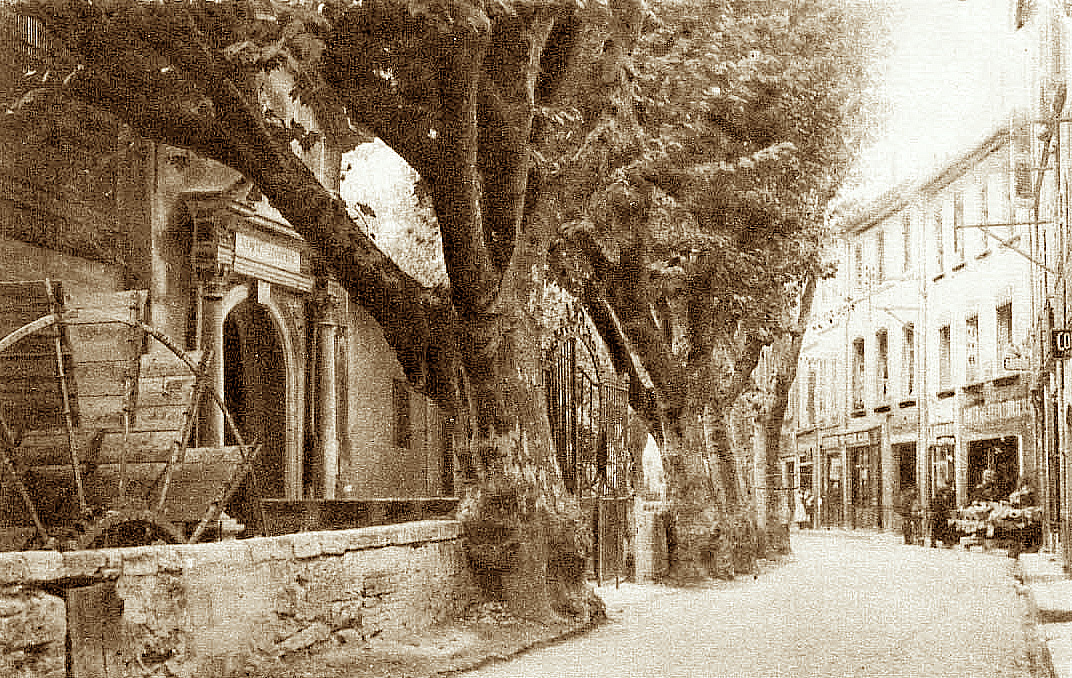
Chapelle des Pénitents Gris et roue à aubes.

Surplombant la Sorgue dont l'eau est dirigée par le Canal de Vaucluse vers les remparts qu'elle traverse à la Tour du Saint-Esprit ou de la Sorguette, cette rue a été du XIVe siècle au XIXe siècle, le siège d'une intense activité manufacturière. Vingt-trois roues à aubes fournissaient l'énergie à des moulins et des filatures de soie. Ses eaux pures furent utilisées pour laver des indiennes et rincer les tissus par les teinturiers. Même si de nos jours, il ne reste plus que quatre roues, elle est toujours surnommée « Rue des Roues » par les Avignonnais. Pavée de calades et ombragée de platanes, elle est devenue l'un des pôles touristiques de la cité des papes pendant le Festival d'Avignon. Elle possède de plus quatre sites remarquables : la maison du IV de Chiffre, la maison de Jean-Henri Fabre, la chapelle des Pénitents Gris et le clocher du couvent des cordeliers, ultime vestige de l'église où fut inhumée Laure, l'éternel amour de Pétrarque.

## Rue Thiers

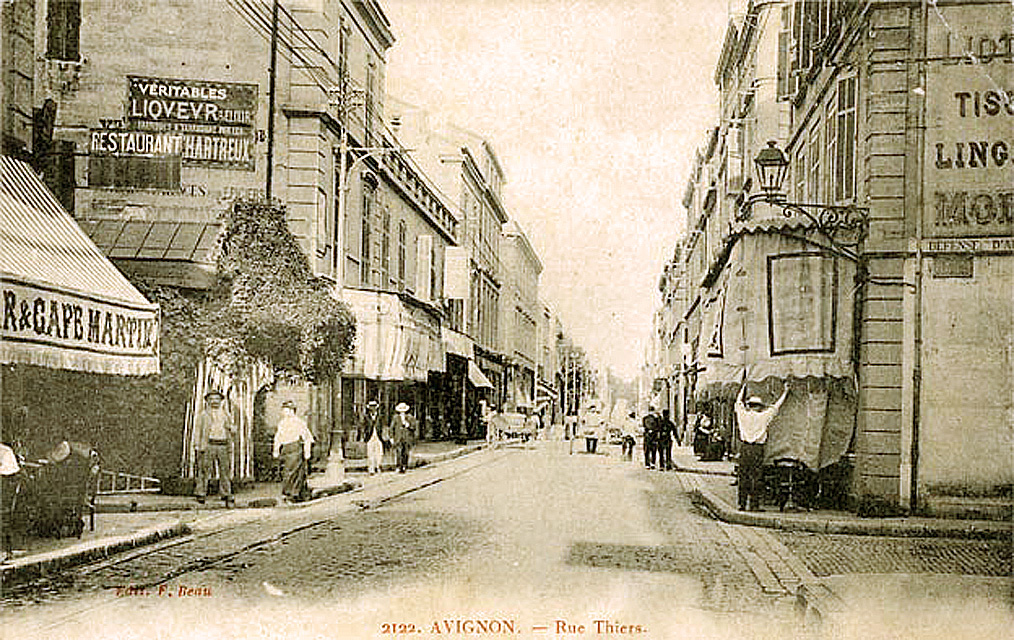
Vue générale de la rue Thiers depuis les Halles.

Cette artère qui mène directement de la porte Thiers aux halles a été percée dans la seconde partie du XIXe siècle. Le chantier débuta en 1869 mais le gros des travaux se fit entre 1874 et 1877. Elle utilisa le tracé de l'ancienne « rue du Saule » et traversa les « Grands Jardins », zone maraîchère intra muros entre l'enceinte du XIIIe siècle et les remparts du XIVe siècle. Elle fut rebaptisée, au milieu du XXe siècle, « rue Roger Salengro » sans que ce nom entre véritablement dans les habitudes.
- no 4-6 : Hôtel Saint-Yves comportant en façade des fenêtres à croisées du XVIe siècle. Il fut, à partir de 1772 jusqu'en 1867, propriété de la famille Peytavin. Adolphe Thiers y avait coutume d'y séjourner lors de ses venues à Avignon puisque l'épouse du propriétaire d'alors était la sœur de son ami et bienfaiteur Gaspard Roure d'Aix-en-Provence[92].
- Angle de la rue Thiers et de la rue Guillaume Puy : collège Joseph-Viala, dit école de la rue Thiers (entrée 35, rue Guillaume-Puy), établissement scolaire spécialisé dans l'enseignement du théâtre[93].
- no 49 : Inspection académique de Vaucluse[94].

## Rue des Vieilles-Études
Cette artère fut d'abord désignée aux XIIe et XIIIe siècles « rue du Portail-Boquier ». Ce fut ici que s'installa le studium (première université d'Avignon) fondé en 1303. Ses locaux furent ensuite transférés sur la place des Études en 1420 et ce lieu prit, dès lors, son nom actuel. Il accueillit ensuite le Noviciat des jésuites fondé en 1589 et dont les travaux d'aménagement commencèrent en 1601. Il fut consacré le 26 mai 1611 et placé sous le vocable de saint Louis, roi de France.
Après la Révolution, le noviciat devint une succursale de l'Hôtel des Invalides de Paris ce qui explique les inscriptions murales citant les armées de la Révolution et du Premier empire. Cette annexe fut supprimée en 1850. Deux ans plus tard, lors de sa venue à Avignon, Louis-Napoléon Bonaparte remit ces bâtiments à la ville. L'hospice Saint-Louis hébergea alors des invalides civils.
Entièrement restauré, l'Hospice accueille des manifestations du Festival d'Avignon et dans son aile droite un luxueux restaurant. L'espace Saint-Louis, dont l'entrée se situe au no 20, rue Portail Boquier, accueille l'Institut supérieur des techniques du spectacle d'Avignon (ISTS).

## Rue du Vieux-Sextier

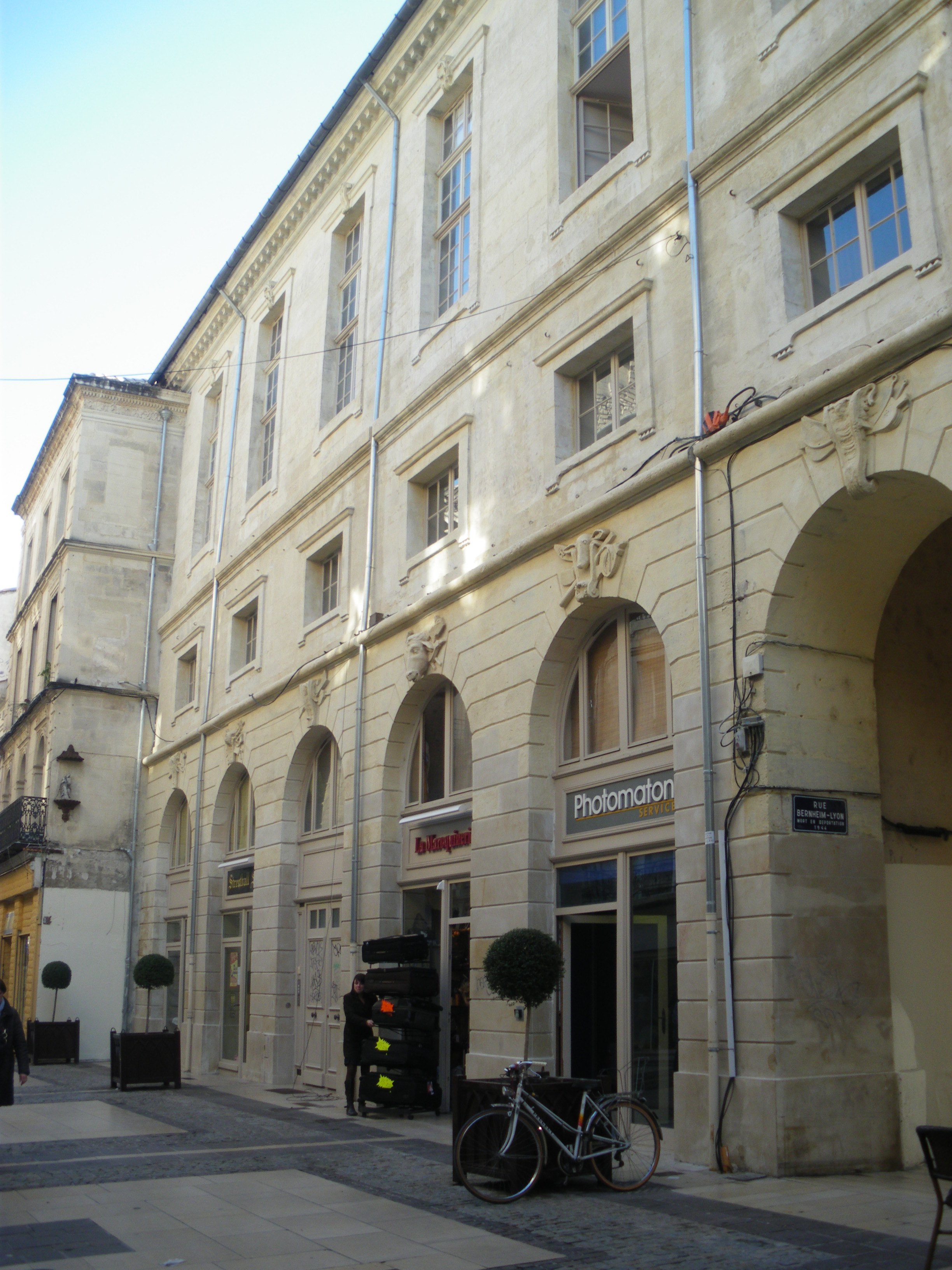
Façade de la Boucherie construite par Jean-Baptiste Franque.

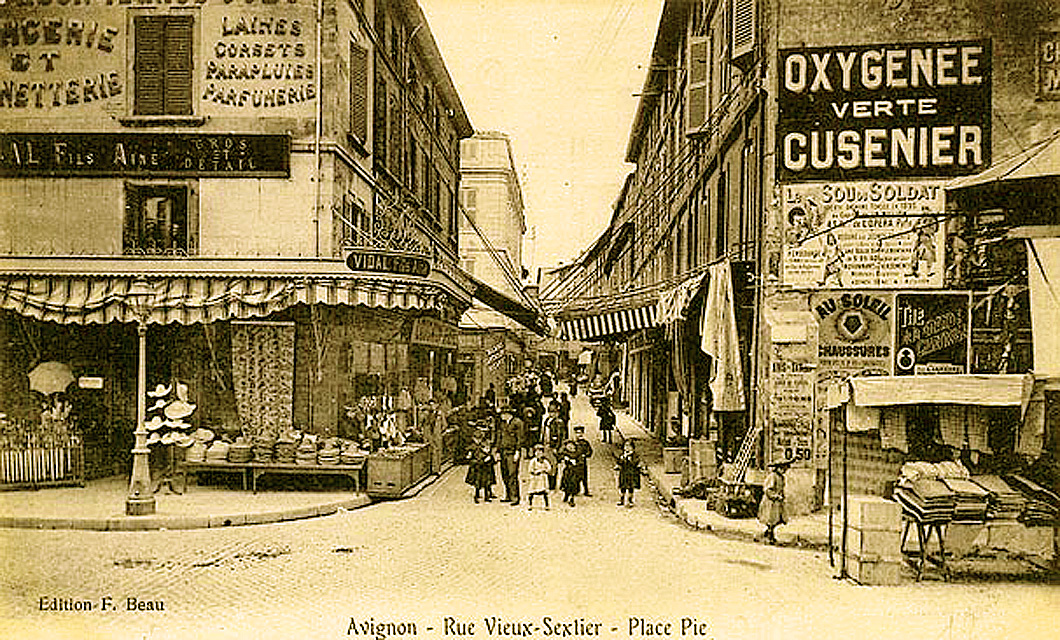
Vue de la rue du Vieux-Sextier prise de la place Pie.

Cette voie a été ouverte, entre 1749 et 1754 par Jean-Baptiste Franque. Son percement a nécessité la destruction de l'hôtel du marquis de Tulle de Villefranche, qui se situait au sud de la carrière juive. Pour ce faire, cet Hôtel particulier fut racheté par la ville pour 45 000 livres. Cette opération d'urbanisme avait pour but de raccorder par une voie directe et rectiligne le Sextier, situé alors près de l'église Saint-Geniès à la place Pie. L'idée de l'architecte avignonnais était de constituer dans cette nouvelle artère, dénommée primitivement « rue Acquaviva », du nom du vice-légat, un grand centre d'approvisionnement de la ville avec boucherie, poissonnerie et triperie. Cette rue prit rapidement son nom actuel dès lors qu'un nouveau sextier fut construit sur la place Pie.
- no 19 : hôtel des Beaux de Roaix ou Belli. Il tire son nom d'une famille piémontaise installée à Avignon au cours du XVIe siècle. Il ne fut pas touché lors de la construction de la rue et a gardé à l'angle de ses deux façades une niche avec une Vierge de la Renaissance, surmontée d'une flèche à crochets. À l'intérieur, le premier et le second étage ont toujours leurs plafonds à caisson où sont peintes les armoiries familiales et les blasons de France, Dauphiné et de l'État d'Avignon[98].
- no 22 : La façade de la Boucherie a seule subsisté avec son ornementation de têtes de bovidés et d'ovidés. Les deux autres magasins, qui se situaient face à celui-ci, ont disparu après être resté en usage jusqu'à l'ouverture des Halles actuelles de la place Pie[98].

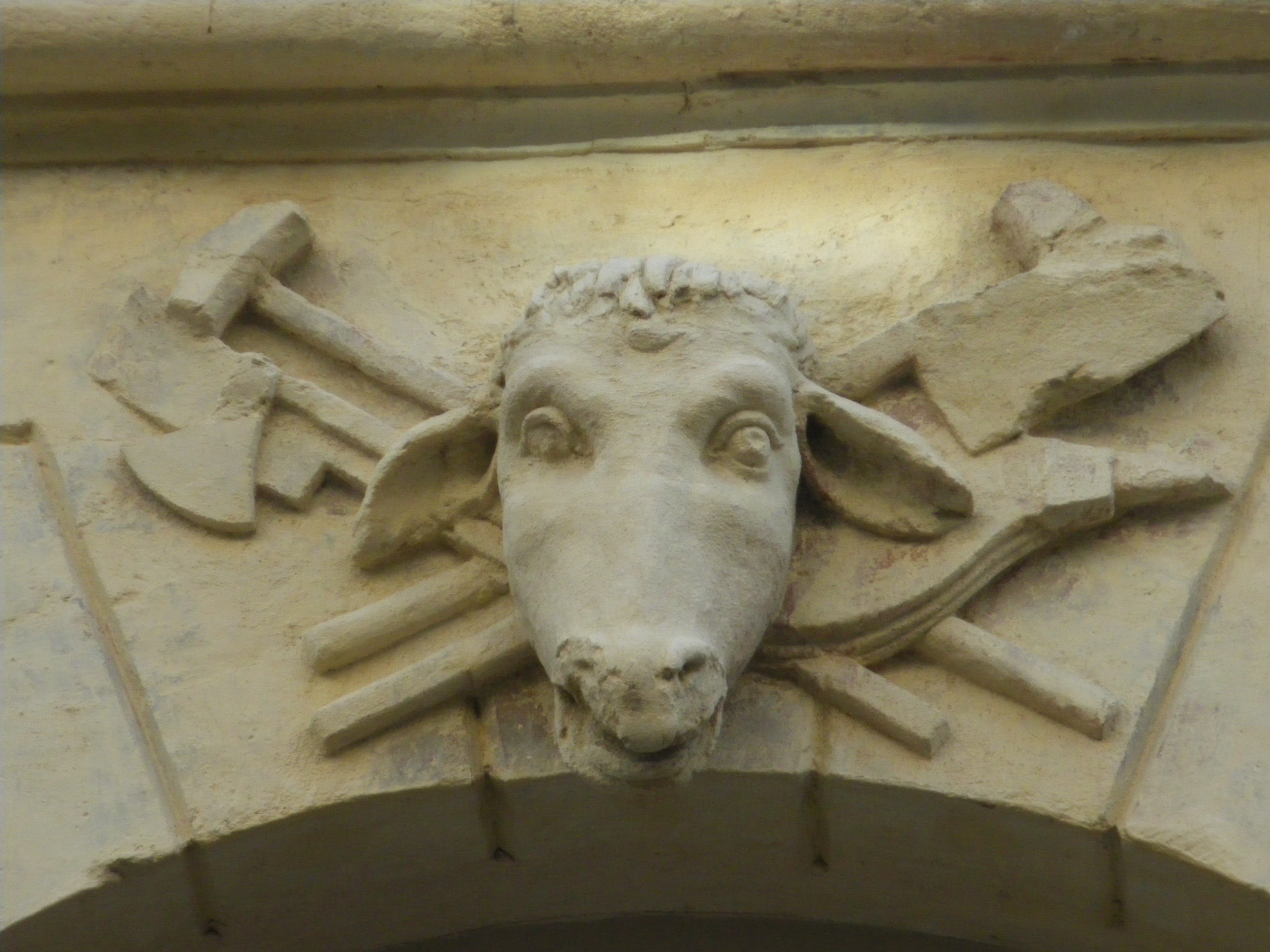
Tête de veau
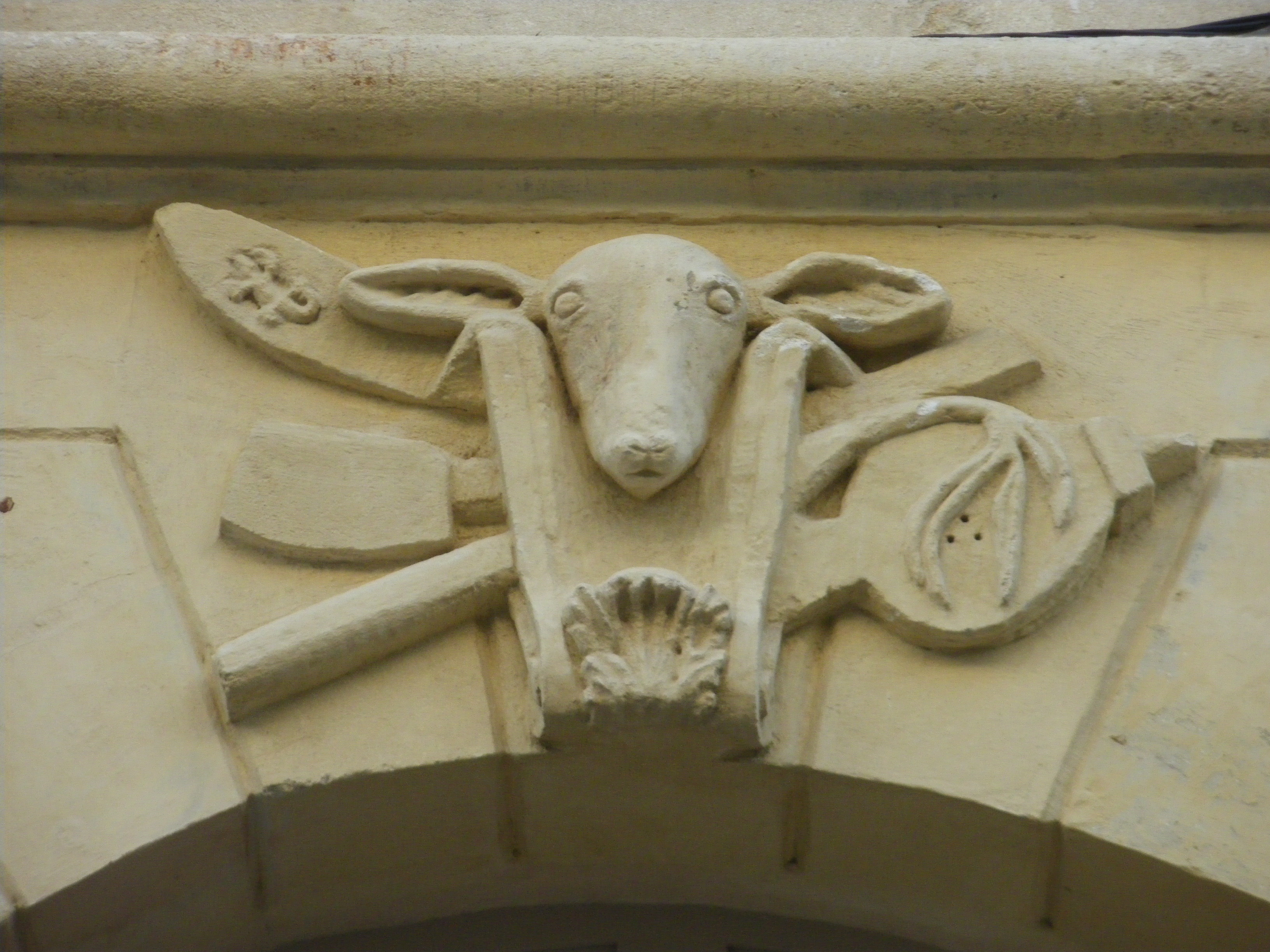
Tête de mouton

## Rue Violette

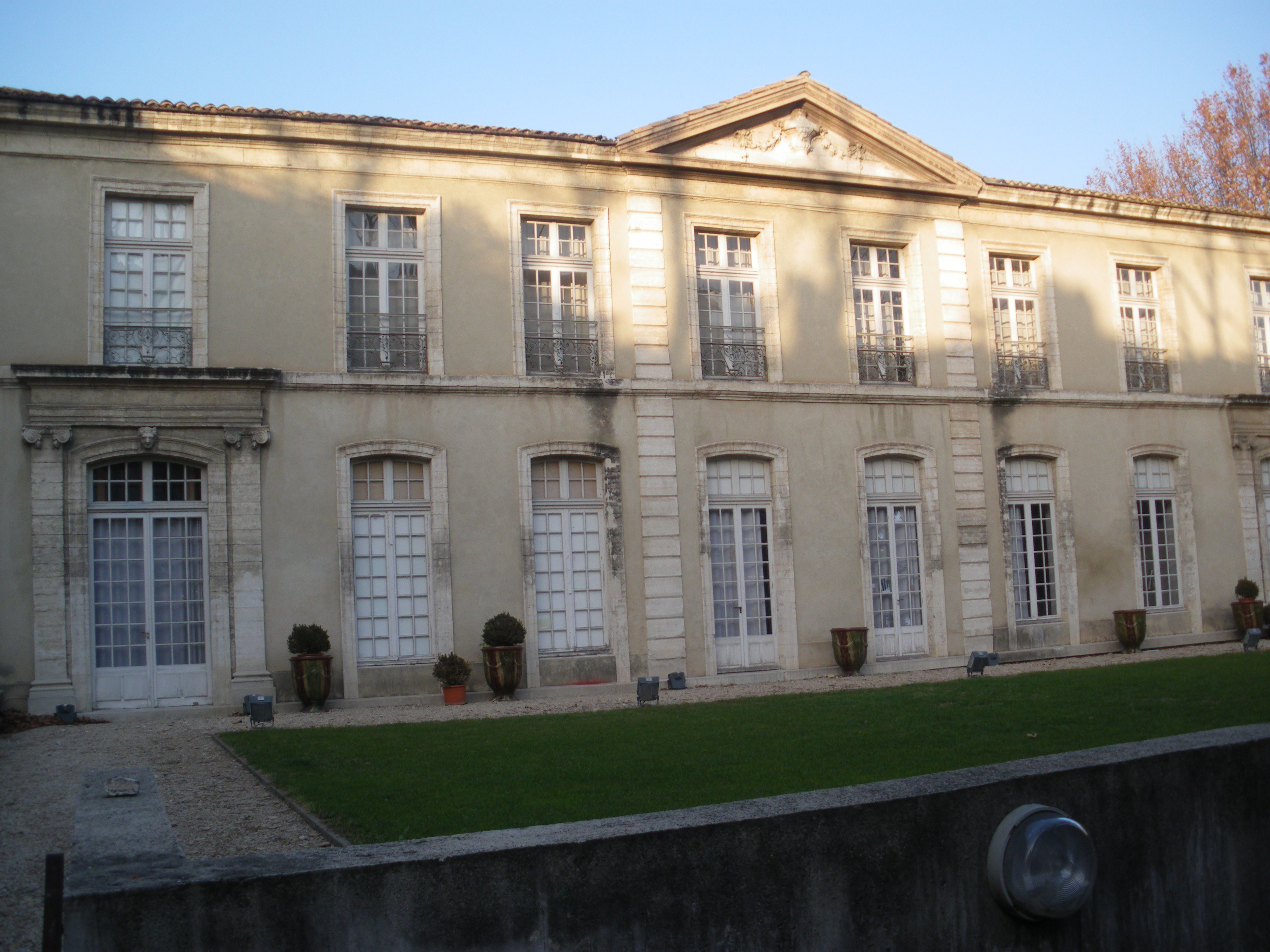
Hôtel de Costebelle, façade donnant sur le boulevard Raspail.

Le nom de cette artère est moderne puisqu'il n'est pas répertorié dans la liste des rues dressée en 1795. Il pourrait provenir d'une Société de la Violette, confrérie d'artisans qui est attestée dans ce quartier en 1781. Trois hôtels particuliers remarquables se situent ici : 
- no 5 : hôtels de Costebelle, à gauche, et Seytres de Caumont, à droite, en avant du premier, ont été commencés en 1720 par Jean-Baptiste Franque. Les deux chantiers furent stoppés par la peste de Marseille, arrivée à Avignon en juillet 1721. Les chantiers ne furent repris qu'en 1751 sur les plans et élévations de François II Franque, fils de Jean-Baptiste, établi à Paris. L'hôtel Seytres de Caumont fut inspiré par le château d'Asnières de Jacques Hardouin-Mansart de Sagonne que l'architecte connaissait par ses liens avec les Voyer d'Argenson et en tant que membre de l'Académie royale d'architecture.

Acquis en 1878 par le conseil général de Vaucluse, il a été d'abord affecté à l'École normale d'instituteurs puis à la Gendarmerie nationale. En dépit des transformations, aménagements et destructions liés à ce type d'occupation, cet hôtel reste le chef-d'œuvre des Franque. C'est dans cet hôtel qu'est exposée l'une des plus belles collections d'art contemporain d'Europe, constituée par le galeriste parisien Yvon Lambert.
- no 7 : hôtel de Galéas-Gadagne, siège de l'École supérieure d'Art d'Avignon. Il devait être initialement construit suivant les plans de Jean-Baptiste Franque comme l'atteste un prix-fait du 17 novembre 1723. Mais il ne fut mis en chantier que le 11 juin 1751. Les Gadagne ayant émigré, leur hôtel fut confisqué lors de la Révolution. Il servit alors de réserve pour entreposer le mobilier saisi aux émigrés. Mis en vente en 1819, il ne trouva acquéreur qu'en 1824. Le nouveau propriétaire était le baron de Montfaucon, maire d'Avignon. Il y accueillit Armand de Pontmartin. Puis il fut acheté par le comte Albert d'Olivier de Pezet, autre maire d'Avignon entre 1841 et 1843[99]. Il est à souligner que Félix Gras, dans son épopée Les Rouges du Midi, situe ici d'importants évènements contre-révolutionnaires.